# Берлинское детство на рубеже веков
«Берлинское детство на рубеже веков» — произведение Вальтера Беньямина (1892−1940), написанное в 1932−1938 годах. Текст состоит из трёх десятков фрагментов, имеющих черты автобиографии, поэтической прозы и социально-критического исторического исследования. Беньямин вспоминает различные места Берлина, объекты и события и, по его словам, воссоздаёт «картины, в которых отразилось восприятие большого города ребёнком из буржуазной семьи». Книга рассматривается как художественное свидетельство исторических и социальных потрясений первой половины XX века — Первой мировой войны, краха веймарской государственности, разрушения старого буржуазного мира с пришествием национал-социализма. Представление культурной топографии города на рубеже двух столетий сочетается с поэтическим изложением теории памяти и размышлениями об индивидуальной и коллективной истории в эпоху модерна. Выявление основных мотивов затрудняет фрагментарная форма, отсутствие связного повествования. Комментаторы выделяют следующие темы: связь автобиографии и исторического исследования, город как мифический лабиринт, спатиализация памяти и пороговые пространства, визуальные образы и фотография, миметический опыт ребёнка и семиотика подобия, распад субъекта, проблема идентичности и самоидентификации.
«Берлинское детство» писалось в условиях личностного кризиса, профессиональных неудач, притеснения со стороны властей, а затем и вынужденной эмиграции из нацистской Германии. После первой редакции (1932), озаглавленной «Берлинская хроника», Беньямин вплоть до 1938 года продолжал работу над воспоминаниями. При жизни автора отдельные тексты печатались в периодических изданиях, между 1950 и 2000 годами были опубликованы различные редакции книги, ни одна из которых не является окончательной. «Берлинское детство» долгое время имело репутацию стилистически отточенного сборника воспоминаний в духе Марселя Пруста, получив известность у массового читателя, но в меньшей степени воспринималось в теоретическом плане. Академический интерес к произведению усилился в связи с современными исследованиями культурной памяти и визуальной культуры, одним из пионеров изучения которых был Беньямин.

## История написания и публикации
Детство Вальтера Беньямина прошло в семье ассимилировавшихся евреев, принадлежавших к высшим слоям берлинской буржуазии. Берлин, ставший имперской метрополией, во второй половине XIX века переживал период беспрецедентного промышленного подъёма, демографического роста, развития инфраструктуры. Ускоренная модернизация превратила город в сосредоточение социальных и культурных противоречий, богатство и роскошь буржуазных и аристократических районов контрастировали с нищетой рабочих кварталов. В центре Берлина появились универмаги, массовая реклама, продавались промышленные товары. Пролетарские трущобы оставались настоящими гетто с собственными обычаями и диалектами. Дух расчёта в менталитете горожан сочетался с милитаристскими ценностями, а памятники неоклассицизма с эклектичной новой архитектурой. Облик столицы дополнялся помпезными сооружениями, возведёнными императором Вильгельмом II. Семья Беньямина жила в различных богатых районах западного Берлина: недалеко от Тиргартена, затем в Шарлоттенбурге и Груневальде. Его детство было отмечено как благосостоянием и защищённостью, так и изолированностью в буржуазном мире, где царил культ вещей.

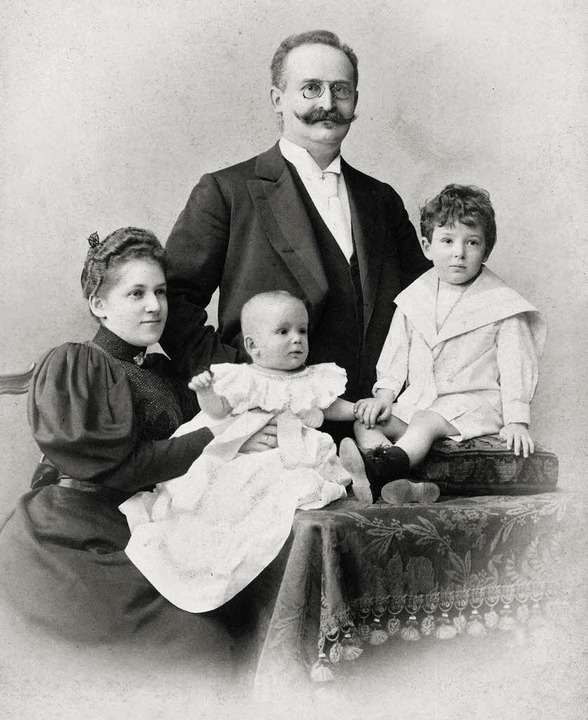
Семья Беньямина в 1896 году: Эмиль и Паулина Беньямин с сыновьями Георгом и Вальтером (справа)

Осенью 1931 года журнал «Die literarische Welt» предложил Беньямину написать в свободной форме серию личностных историй о Берлине; цикл должен был называться «Берлинская хроника». Беньямин подписал договор в октябре. Хотя запланированные ежеквартальные публикации коротких очерков осуществить не удалось, ими был заложен фундамент для литературного представления детских воспоминаний. Малая форма следовала из экспериментов «Улицы с односторонним движением» (опубликована в 1928 году). Названные автором «разбитой книгой» воспоминания отражали пережитый опыт притеснения, изгнания и бездомности. 1932 год был особенно мрачным в жизни Беньямина. Он пережил развод с женой, испытывал материальные трудности и профессиональные неудачи, опасную для жизни дискриминацию со стороны восходящего фашизма. Друг Беньямина Гершом Шолем называл тот период временем «кризисов и поворотных пунктов».
Первые наброски «Берлинской хроники» датируются январём — февралём 1932 года, автор впервые упоминал работу в письме к Шолему от 28 февраля, где писал о заметках, посвящённых «истории моего отношения к Берлину». Позднее, в сентябре 1932 года, в письме к Шолему Беньямин утверждал, что избранный им жанр был более продаваем и определялся его трудным материальным положением в условиях потери работы перед началом нового большого проекта. Основная часть текста была написана между апрелем и июлем 1932 года на Ибице. Эта первая редакция, рукопись из 24 фрагментов, позднее была отправлена Шолему в Иерусалим. В июле Беньямин находился в Ницце, где размышлял о самоубийстве и даже написал завещание. Считается, что эти обстоятельства повлияли на его работу, хотя, по мнению германиста Уве Штайнера, текст этого не подтверждает. После Ниццы Беньямин переехал в Поверомо (Италия), где с августа по ноябрь переработал «Хронику» на основе 52 страниц первоначального материала и некоторых фрагментов, опубликованных в «Улице с односторонним движением». Название «Berliner Kindheit um neunzehnhundert» (букв. «Берлинское детство около 1900 года») появилось в письме к Шолему в сентябре 1932 года, а затем фигурировало в нескольких письмах к Теодору Адорно. По возвращении в Берлин Беньямин отредактировал текст (в основном в декабре — январе 1932/1933 годов), доведя количество фрагментов до 30, и завершил вторую версию в апреле 1933 года («Гисенская редакция»). По оценке Шолема, из «Берлинской хроники» в «Берлинское детство» вошло около двух пятых текста. С декабря 1932 по август 1934 года 25 фрагментов были опубликованы в немецких газетах «Frankfurter Zeitung» (весной 1933 года — 12 фрагментов) и «Vossische Zeitung». Беньямин рассчитывал на полную публикацию в «Frankfurter Zeitung», но его планам помешал приход нацистов к власти. В феврале 1933 года он признавался Шолему в письме, что ему заплатили «нелепые гроши» и приостановили публикации; месяц спустя Беньямин эмигрировал во Францию. С августа 1934 года он больше не имел права публиковаться в Германии, до 1935 года эссе печатались анонимно или под псевдонимами «Детлев Хольц» и «К. Конрад». В июле — августе 1938 года в эмигрантском журнале Томаса Манна «Maß und Wert» (Цюрих) появилось 7 последних фрагментов.
Беньямин неоднократно пытался опубликовать фрагменты единой книгой в Германии и Швейцарии, но безуспешно. Он продолжал работу на протяжении нескольких лет: менял порядок текстов, убирал старые и включал новые элементы, написал небольшое, но важное предисловие. Между летом 1932 года и весной 1938 года автор подготовил как минимум 4 различные рукописные редакции. Первоначально он планировал оставить 30 фрагментов, затем — 34 и 36. Среди новых фрагментов можно отметить «Лоджии», «Луну» (оба текста написаны летом 1933 года во время второго визита на Ибицу), «Императорскую панораму», «Ловлю бабочек», «Зимнее утро» и «Зимний вечер». К 1938 году Беньямин радикально сократил и переработал текст, вернувшись к первоначальному плану из 30 фрагментов; были полностью удалены 9 автобиографических фрагментов. Текст стал более лаконичным и компактным, с акцентом на образах. Рукопись содержала ещё два фрагмента, не включённые в оглавление. По мнению комментатора Ховарда Айленда, эти обстоятельства свидетельствуют о колебаниях автора и, возможно, о том, что редакция 1938 года не была окончательной.

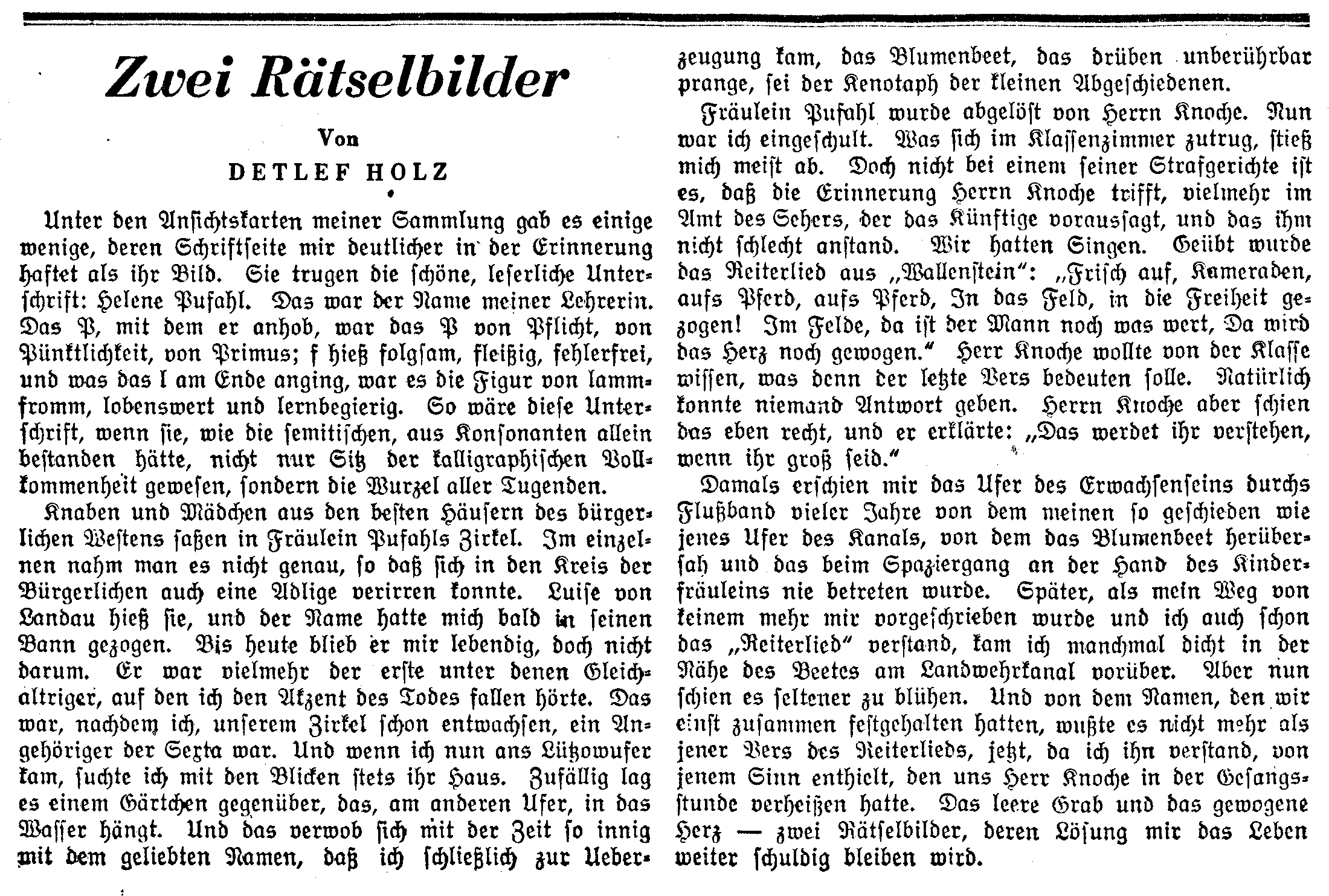
Фрагмент «Два загадочных образа», публикация в «Vossische Zeitung» под псевдонимом. 1933

Издатели собрания сочинений Беньямина Рольф Тидеманн и Герман Швеппенхойзер выделяли 5 основных версий текста: 1) рукопись «Felicitas-Exemplar», начата осенью 1932 года; 2) «Stefan-Exemplar» конца 1932 года, с посвящением сыну Стефану; 3) расширенная редакция «Adorno-Rexroth» (1932—1934); 4) Авторский экземпляр — «Fassung letzter Hand» («окончательная редакция») (1938); 5) «Гисенская редакция» (1932—1933). В 1950 году «Берлинское детство» опубликовал Адорно, самостоятельно определив количество и последовательность фрагментов. Издание включало 37 текстов, составленных на основе газетных публикаций, машинописных рукописей и отдельных рукописных фрагментов. Книга не имела успеха у читателя. В 1955 году вышло издание из 34 фрагментов, также под редакцией Адорно. 59-страничная рукопись «Берлинской хроники» была впервые отредактирована и издана Шолемом в 1970 году. На основе двух первых публикаций была составлена расширенная редакция (версия «Adorno-Rexroth», 41 фрагмент, редактор — Тильман Рексрот) IV тома собрания сочинений (1972), куда вошёл и «Felicitas-Exemplar». Эти версии также не были авторизованы Беньямином. Авторский экземпляр редакции 1938 года, «Fassung letzter Hand», был обнаружен Джорджо Агамбеном в 1981 году в Национальной библиотеке Франции и опубликован в 1987 году. Рукопись близкой к версии 1938 года «Гисенской редакции» — первой полной версии «Берлинского детства», в которой порядок фрагментов был определён автором, — принадлежала юристу Мартину Домке из круга Бертольта Брехта. Она хранилась в Гисенском университете, была найдена в 1987 году и издана «Suhrkamp Verlag» в 2000 году. На английском языке «Берлинское детство» вышло в 2002 году в 3-м томе избранных произведений Беньямина (издательство Гарвардского университета), отдельное издание состоялось в 2006 году. Редакция 1972 года оказала влияние на восприятие текста. Современные комментаторы отмечают особую важность «окончательной редакции» c предисловием и авторским оглавлением. Версия сильно сокращена, в ней нет текстов, тридцать лет считавшихся неотъемлемой частью «Берлинского детства». В 2011 году комментатор Аня Лемке заключала, что в свете новых публикаций историко-критический анализ авторских редакций остаётся делом будущего.
| Редакция «Adorno-Rexroth»         | «Гисенская редакция»                  | Версия «Fassung letzter Hand»     |
| --------------------------------- | ------------------------------------- | --------------------------------- |
| Тиргартен                         | Обормотя                              | Лоджии                            |
| Императорская панорама            | Тиргартен                             | Императорская панорама            |
| Колонна Победы                    | Императорская панорама                | Колонна Победы                    |
| Телефон                           | Колонна Победы                        | Телефон                           |
| Ловля бабочек                     | Телефон                               | Ловля бабочек                     |
| Отъезд и возвращение              | Ловля бабочек                         | Тиргартен                         |
| Опоздал                           | Отъезд и возвращение                  | Опоздал                           |
| Зимнее утро                       | Пробуждение пола                      | Мальчишкины книжки                |
| На углу улиц Штеглицер и Гентинер | Зимнее утро                           | Зимнее утро                       |
| Кладовка                          | На углу улиц Штеглицер и Гентинер     | На углу улиц Штеглицер и Гентинер |
| Пробуждение пола                  | Господин Кнохе и фройляйн Пуваль      | Два загадочных образа             |
| Весть о смерти                    | Крытый рынок на Магдебургской площади | Крытый рынок                      |
| Крытый рынок                      | Жар                                   | Жар                               |
| Потайные уголки                   | Карусель                              | Выдра                             |
| Два загадочных образа             | Выдра                                 | Павлиний остров и Глинике         |
| Выдра                             | Весть о смерти                        | Весть о смерти                    |
| Цветочный двор, 12                | Павлиний остров и Глинике             | Цветочный двор, 12                |
| Обормотя                          | Цветочный двор, 12                    | Зимний вечер                      |
| Цвета                             | Касса букв                            | Кривая улица                      |
| Общество                          | Шкафы                                 | Чулок                             |
| Касса букв                        | Ученическая библиотека                | Обормотя                          |
| Карусель                          | Потайные уголки                       | Потайные уголки                   |
| Обезьяний театр                   | Призрак                               | Призрак                           |
| Жар                               | Общество                              | Рождественский ангел              |
| Два духовых оркестра              | Нищие и проститутки                   | Происшествия и преступления       |
| Бульварное чтиво                  | Происшествия и преступления           | Цвета                             |
| Ученическая библиотека            | Ящик для шитья                        | Ящик для шитья                    |
| «Новый друг немецкого юношества»  | Рождественский ангел                  | Луна                              |
| Призрак                           | Два духовых оркестра                  | Два духовых оркестра              |
| Пульт                             | Горбатый человечек                    | Горбатый человечек                |
| Рождественский ангел              |                                       |                                   |
| Шкафы                             |                                       |                                   |
| Нищие и проститутки               |                                       |                                   |
| Зимний вечер                      |                                       |                                   |
| Ящик для шитья                    |                                       |                                   |
| Происшествия и преступления       |                                       |                                   |
| Лоджии                            |                                       |                                   |
| Кривая улица                      |                                       |                                   |
| Павлиний остров и Глинике         |                                       |                                   |
| Луна                              |                                       |                                   |
| Горбатый человечек                |                                       |                                   |

## Общая характеристика
В начале XXI века «Берлинское детство» — одна из наиболее популярных у массового читателя работ Беньямина, произведение часто воспринимается как автобиография, утончённый и элегантный сборник детских воспоминаний. Первые критики называли книгу поэзией в прозе. По оценке известного литературоведа и историка литературы Петера Сонди, «Берлинское детство» принадлежит к «самой красивой поэтической прозе нашего времени»; Шолем писал, что текст «направляется поэтико-философской концепцией». Свободная последовательность фрагментов способствует выбору тех или иных тем или мотивов, затрудняет выявление согласованности текста.
Комментаторы, начиная с Адорно и Шолема, часто рассматривали текст в контексте изгнания автора, фашизма и связанных с ним социальных потрясений. В предисловии к окончательной редакции Беньямин писал: «я осознал, что уже скоро мне придётся надолго, быть может, очень надолго, проститься с городом, в котором я родился». Над образами воспоминаний нависает тень надвигающегося фашизма, тексты пронизаны ужасом автора перед возвышением нацизма. Шолем писал, что «Берлинское детство» возникло под знаком самоубийства и пришествия национал-социализма. В книге переплетены мотивы утраты и скорби, грусти и меланхолии, видение Берлина начала XX века как умирающего и исчезающего мира совпадало с мрачными предчувствиями поколения Беньямина. В воспоминаниях можно видеть «симптомы болезни» Веймарской культуры, разрушающей себя между двумя историческими катастрофами. В детских образах обнаруживаются предчувствия грядущего разрушения буржуазного мира национал-социализмом. В послесловии к первому изданию Адорно писал:

…исторические архетипы, которые Беньямин в этом очерке намеревался вывести из социально-прагматического и философского генезиса, неожиданно ярко выступили в «берлинской» книжке, проникнутой непосредственностью воспоминаний и скорбью о том невозвратимом, утраченном навсегда, что стало для автора аллегорией заката его собственной жизни. Ибо в картинах, которые подступают даже чересчур близко, нет ни идиллического, ни созерцательного настроения. Их омрачает тень гитлеровского рейха… Воздух над берлинскими кварталами, которые в описании Беньямина, кажется, вот-вот оживут, насыщен смертью. В эти места всматривается приговорённый, и он видит, что они тоже приговорены.

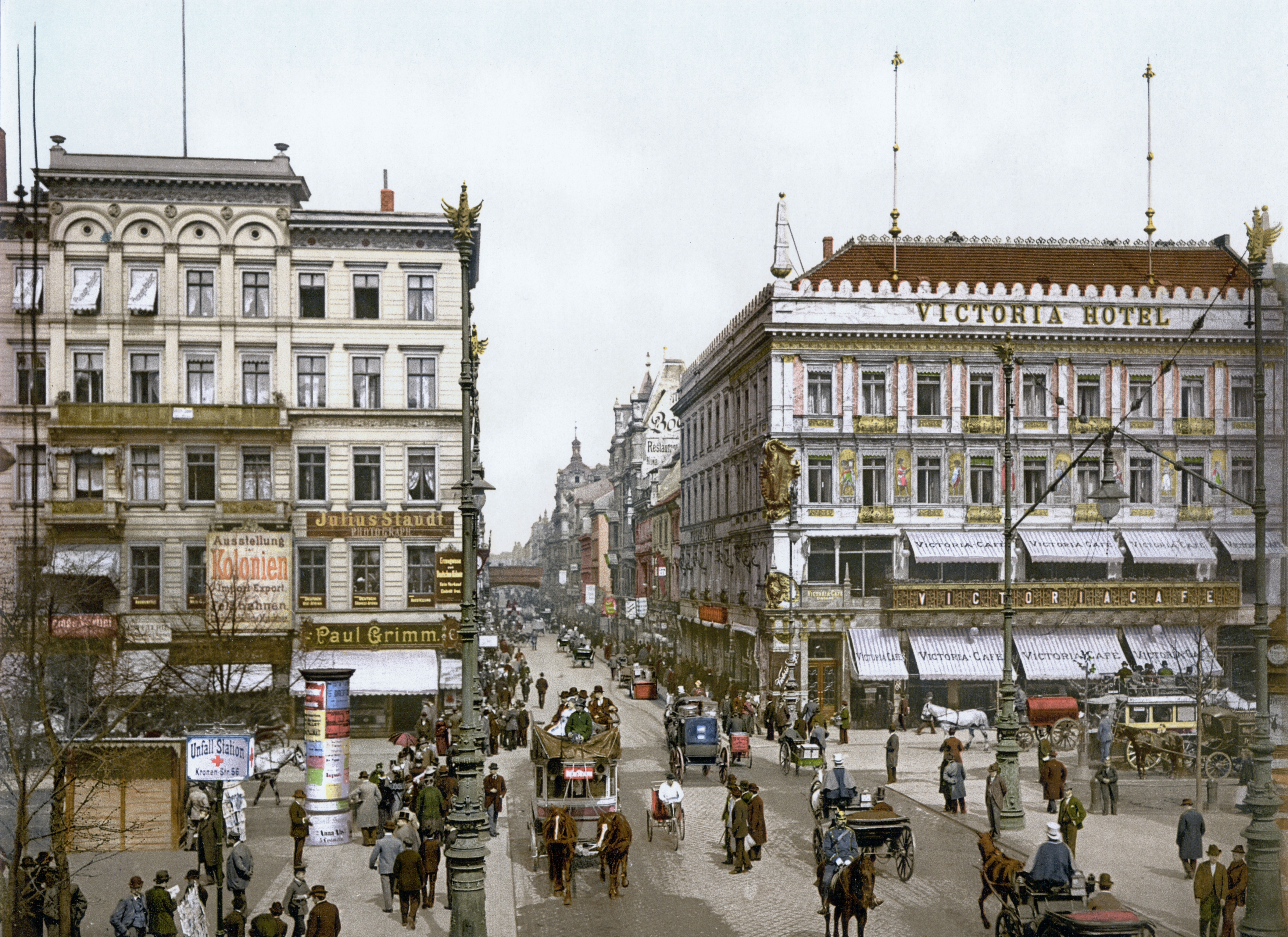
Центр Берлина (бульвар Унтер-ден-Линден) около 1900 года

Книга долгое время связывалась с эпопеей М. Пруста «В поисках утраченного времени» и определялась, в противоположность французскому автору, как «поиски утраченного будущего» или «воспоминания о будущем». Пересмотр Пруста следовал из философии истории Беньямина, позднее развёрнутой в «Тезисах о философии истории» и включавшей критику историзма, переосмысление исторического материализма, идеи мессианизма. В беньяминовской метафизике времени память актуализирует исчезнувший мир, а материалистическое измерение взрослого корректирует взгляд ребёнка. Воспоминания выявляют сложные связи и разрывы конкретного исторического момента, проецируют их последствия в будущее, соединяя общие и политические вопросы с крайне личными размышлениями. Беньямин называл воспоминания «автографами нашего века», добавляя, что они «содержат самый точный портрет, который я могу дать о себе» (письмо к Шолему, 1933). Германист Бернд Витте отметил, что мыслитель поместил взгляд историка-материалиста в неосознанные детские ощущения. Встреча прошлого и настоящего порождает смыслы с лёгкой ностальгией, наполняет воспоминания меланхолией отсутствия и конечности, в их уникальности и трансгрессии личный опыт неотделим от истории культуры. Обращение к риторическим фигурам ставит под сомнение нарративы развития и завершённости, литературное пространство оказывается не только местом конструирования, но и фрагментации и рассеивания.
В «Берлинском детстве» находили размышления о способах представления воспоминаний, а позднее — изложение теории памяти. Литературовед и исследователь культуры Николас Петес отмечал, что память не столько отражает автобиографический опыт, сколько является структурным и структурирующим элементом текста. Беньямин рассматривал модерную память, или память о модерне, а не аисторическую концепцию памяти. Концепция памяти основана на диалектике воспоминания и забвения, невозвратной утраты и спасения прошлого. Особо выделяется пространственная модель памяти. По определению историка Карла Шлёгеля, Беньямин — «мыслитель пространственного воображения», глубоко зависимый от места; «Берлинское детство» — «шедевр топографической герменевтики». По мнению Лемке, Беньямин создаёт серию схем пространственной памяти, чтобы «разметить сферу моей жизни — Bios — графически, на карте». Тем не менее, берлинские тексты не сводятся к топографической структуре памяти.
Многие комментаторы обнаруживали в тексте модель критического исторического исследования. Как отмечал Адорно, «Берлинское детство»

входит в число произведений Беньямина о начальном периоде эпохи модерна, над историей которого он трудился последние пятнадцать лет своей жизни, и представляет собой попытку писателя противопоставить нечто личное массивам материалов, уже собранных им для очерка о парижских уличных пассажах.

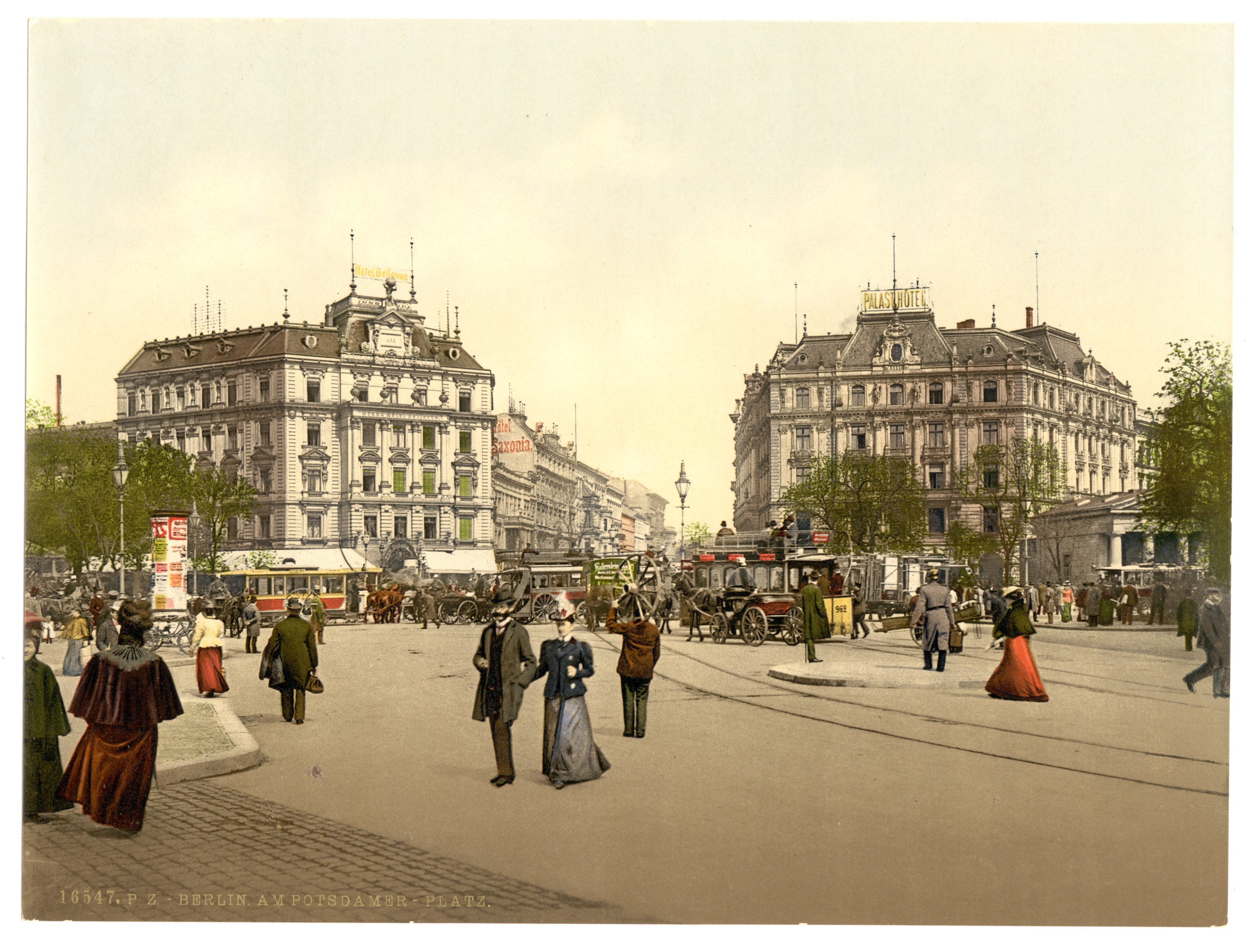
Потсдамская площадь. Около 1900

Один из сопутствующих вопросов — связь между историческим исследованием и литературной автобиографией. Внимание к истории XIX века, к «предыстории» (Urgeschichte) модерна сближает «Берлинское детство» с эссе «Париж, столица XIX века» в историческом и в теоретическом плане. Книга рассматривается как методологический эксперимент для «Пассажей»: реконструкция детского опыта и материалистическое изображение эпохи служат для представления мифологического пространства Берлина. Беньямин по-разному видел задачи двух текстов. В переписке он подчёркивал, что отражение предыстории модерна во взгляде ребёнка в корне отлично от знаков, запечатлённых на «карте истории». По мнению социолога и исследователя культуры Грэма Гиллоха, попытка превратить автобиографию в историю закончилась неудачей, поскольку личные воспоминания оказались неадекватной моделью для социально-исторического анализа (что признавал и сам автор).
В предисловии к поздней редакции Беньямин писал, что хотел «воссоздать картины, в которых отразилось восприятие большого города ребёнком из буржуазной семьи». В текстах, созданных в «момент припоминания», эпоха детства переплетается с пространством города конца XIX века. Название указывает на связь и единство времени, пространства и воспринимаемого мира. Несмотря на заявленное название, «культурная топография исчезнувшего города» мало рассказывает об архитектурных, культурных или социальных особенностях Берлина. Город представлен как мир различных связанных пространств, пространственных знаков и аллегорий, которые принадлежат определённым местам (например, проститутки и нищие). Детские образы отмечены ощущением бессилия, город в восприятии ребёнка — заколдованный, почти магический мир. Беньямин разворачивает запутанную диалектику мифа, архаики и пробуждения; город — это головоломка, вселенная скрытых смыслов, которые нуждаются в расшифровке. Если Лемке связывает репрезентацию пространственной структуры города с графической структурой памяти, то Гиллох обращает внимание на опыт современного мегаполиса, связи между средой метрополии, индивидуальной памятью и коллективной историей — между памятью и городом, временем и пространством. Вопросы Беньямина: как город изменяет память? как память формирует городское целое? возможно ли с помощью индивидуального нарратива написать критическую историю эпохи?

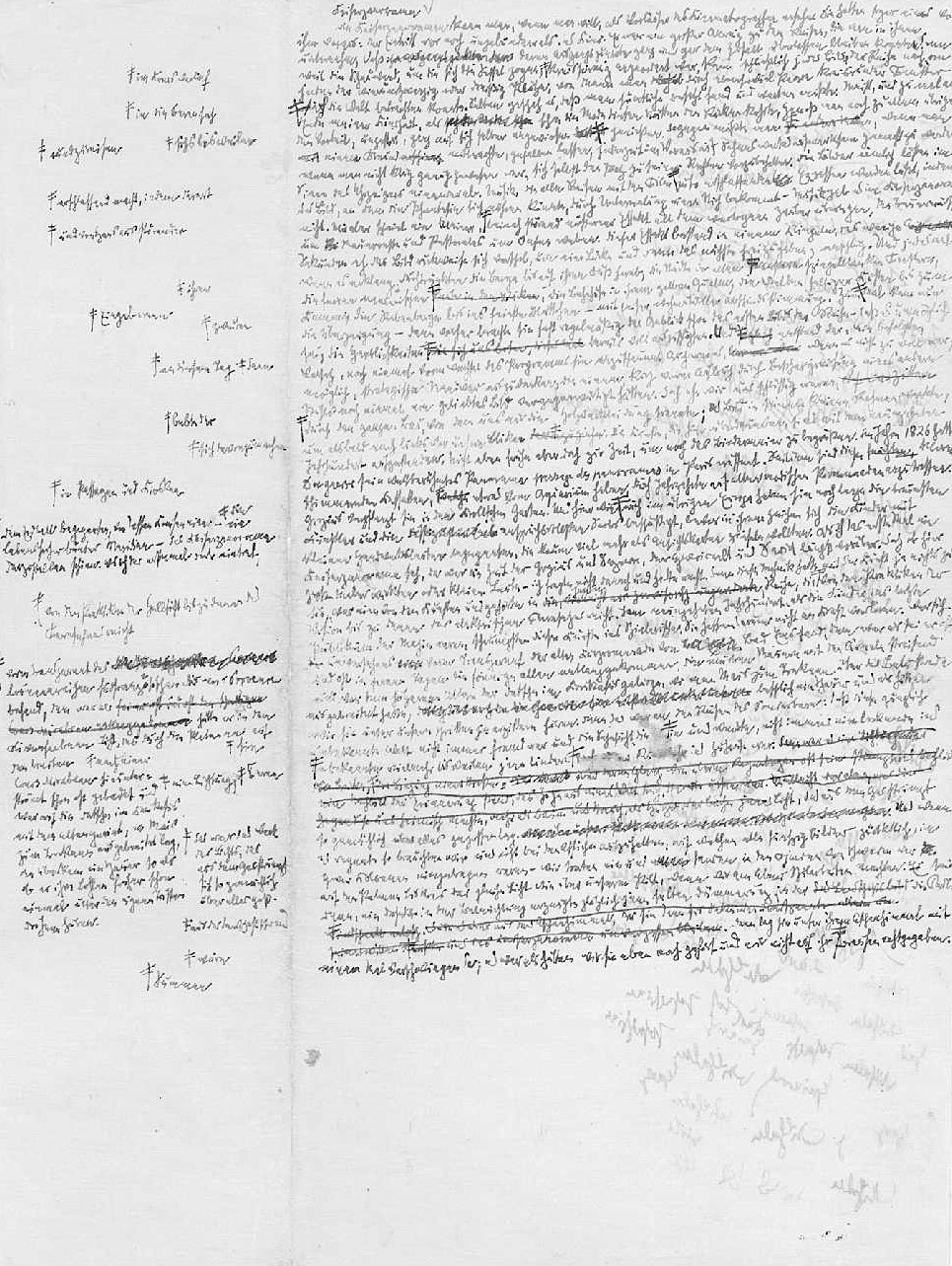
Рукопись фрагмента «Императорская панорама». Осень 1932 года

Берлинские воспоминания рассматривались и как художественные воплощения апоретичных эстетических теорий Беньямина (работы «Краткая история фотографии» и «Произведение искусства в эпоху его технической воспроизводимости»), его концепций подобия и миметической способности («Учение о подобии» и «О миметической способности»). Согласно известному обобщению Вернера Хамахера, воспоминания Беньямина были движущей силой, а также развёртыванием, экстраполяцией и реализацией программы его теоретических работ, даже их радикализацией. Книгу связывали с длительным интересом автора к образу ребёнка, детству и проблеме опыта. Энтузиазм Беньямина в отношении революционного и эмансипационного аспекта новых форм культуры (кинематограф и фотография) сочетался с меланхолией, тоской по утраченному миру «подлинности», по утрате исторического и эстетического опыта. Беньямин, с одной стороны, пытался проблематизировать понятие субъекта в западной традиции; с другой стороны, искал структуру опыта, которая противостоит нищете опыта в модерне. В «Берлинском детстве» такой структурой оказывается детская способность к подражанию (мимезис). Воспоминания переформулируют (часто теми же словами), исследуют и представляют темы и мотивы 1910-х и 1920-х годов: миметическая связь ребёнка с вещами и природой; изначальная связь между языком и именем; буржуазная квартира как тюрьма; игра как демистификация и избавление.
По оценке Петеса, Беньямин, как и Зигмунд Фрейд, стоял у истоков современного научного изучения культурной памяти. Его фрагментарные наброски о культурном значении памяти, акцентирующие её связь с кризисом традиции, отражают ключевой момент сдвига парадигм — от традиционных концепций памяти как хранилища к конструктивистской модели памяти, последняя первоначально возникает в качестве компенсаторной реакции — в «Берлинском детстве» выраженной в метафоре прививки — на разрыв преемственности и слом традиции, на кризисный опыт. Воспоминания затрагивают вопрос о культурном наследии и статусе традиции, включая исторические и нарративные условия её возможности, проблематизируют концепции личной идентичности. «Археология модерна», продолженная Беньямином вслед за Шарлем Бодлером, сюрреалистами и фотографами, позднее стала через влияние Мишеля Фуко значительной частью исследований культуры (cultural studies) и проникла в литературу (творчество немецкого писателя В. Г. Зебальда, на которого «Берлинское детство» оказало влияние).

## Структура и согласованность текста

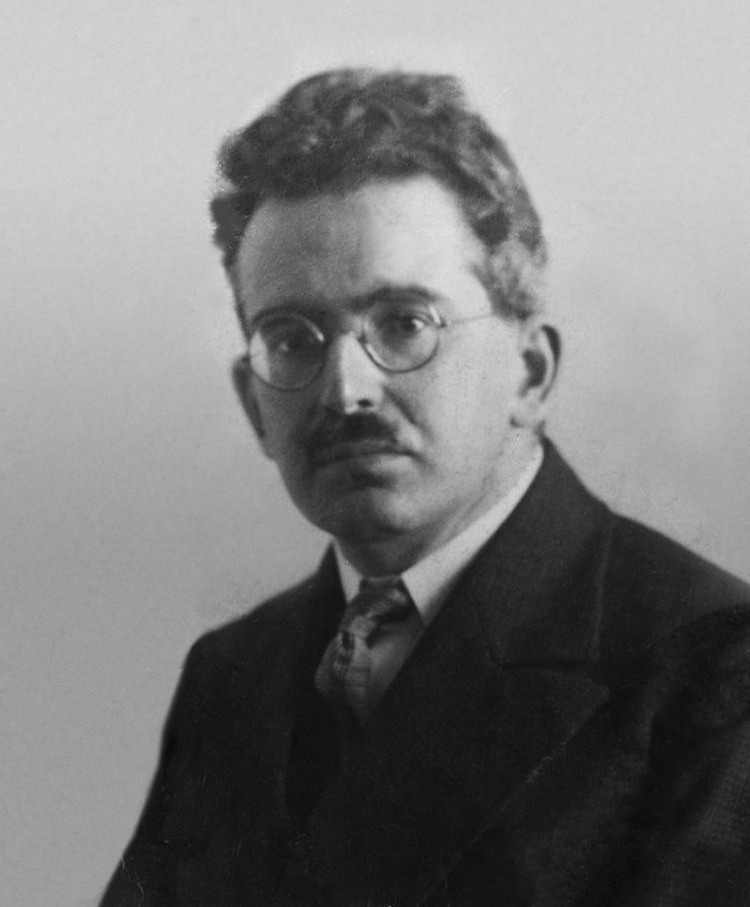
Вальтер Беньямин в 1928 году

Автор сконструировал ряд стилистически и тематически единых коротких фрагментов-размышлений — «мыслеобразов» (Denksbilder). Этот подход был частью движения Беньямина после «Улицы с односторонним движением» в сторону диалектического метода монтажа, сочетания изоляции и ассамбляжа. «Берлинское детство» не имеет окончательной структуры, но не является и случайной подборкой образов и воспоминаний. Беньямин придавал большое значение размещению фрагментов и их количеству (30), что подтверждается всеми редакциями, а также письмами и заметками. В то же время неясно, удалось ли ему осуществить планы по единству сборника и расположению фрагментов, поскольку сам подход автора отвергал линейную схему; остаётся дискуссионной роль расположения отдельных последовательностей. На основе окончательной редакции Витте определял текст как «сформированное единство», в котором постоянно воспроизводятся несколько специфических сюжетов. Витте полагал, что структура книги не просто детально проработана, а следует продуманному плану, который предполагает целостность текста. Комментатор обращал внимание на нумерологический принцип в компоновке фрагментов, выделяя две большие группы по 13 текстов каждая (в свою очередь делившихся на группы по 5 и 7 текстов и имеющих собственные «тексты-шарниры» в качестве центральных), в центре был фрагмент «Выдра»; финальные тексты «Два духовых оркестра» и «Горбатый человечек» занимали особое место, выполняя роль синтезов метода и содержания целого.
На основе выбора тех или иных ключевых тем (например, воспоминания о будущем в герменевтической интерпретации Анны Штюси или мотивы порога и лабиринта в психоаналитическом исследовании Марианны Мутезиус) комментаторы пытались увидеть степень согласованности текста, которую трудно определить изначально, ввиду свободной последовательности фрагментов. Фрагментарная форма — «калейдоскоп воспоминаний» — препятствует окончательной интерпретации, выделению в тексте отдельных лейтмотивов и центральных метафор, поскольку какие-то варианты всегда исключаются. Перестановка образов порождает их новые сочетания (констелляции). По наблюдению Швеппенхойзера, риторические фигуры и поэтические конструкции, содержащие множество значений, постоянно прерывают акт чтения, задерживают читателя. Предложения скорее являются разделениями или цезурами, могут быть в начале или конце; они исключают возможность последовательного изложения авторского замысла. Как отмечал германист Герхард Рихтер, Беньямин с помощью метода, уже использованного в «Улице с односторонним движением», создал загадочный автопортрет, который порывает с конвенциональными нарративными принципами жанра исповеди — линеарность, хронология, гипотаксис — в пользу калейдоскопа, фрагментации, паратаксиса.

## «Берлинская хроника» как предварительная работа
Фрагментарные автобиографические заметки и наброски, названные «Берлинской хроникой», представляют, по выражению Шолема, «эмбриональную клетку» «Берлинского детства». Раннюю работу обычно считают первой редакцией и важнейшим подготовительным наброском «Берлинского детства», она меньше изучена. В отличие от поздней редакции, «Хроника» не ограничивается описанием раннего детства, а включает эпизоды подросткового возраста и воспоминания о студенческом периоде, показывает политические убеждения и конкретные обстоятельства, окружавшие семью и друзей. Поэтому текст часто использовали как источник биографических данных или сведений о философской эволюции юного Беньямина. Рукопись проливает свет на его сложные отношения с семьёй и родственниками, друзьями и преподавателями (рассказ о «четырёх кольцах», через которые были связаны друзья и подруги); описывает его первый сексуальный опыт c проституткой, раскрывает глубоко личное отношение Беньямина к различным кварталам, улицам, площадям, местам (Тиргартен, Павлиний остров и городские кафе). Текст рассказывает о политической деятельности в годы учёбы, о распаде их студенческой группы и начале войны. Особое место занимает история рано умершего друга Фрица Хайнле, совершившего в 1914 году самоубийство в знак протеста против Первой мировой войны. Погибшему другу Беньямин первоначально посвятил «Берлинскую хронику» (наряду с Сашей Стоуном, Шолемом и Асей Лацис). Образ Хайнле воплощает утраченные юношеские иллюзии о культурном возрождении, разрушенные войной. Все эти эпизоды отсутствуют в «Берлинском детстве». Беньямин удалил при переработке большинство биографических фактов, включая имена живых на тот момент людей (в тексте осталось только четыре настоящих имени), информацию о профессии и деловых связях его отца — всё, что могло навредить немецким евреям. По обобщению Гиллоха, «Хроника» пронизана мотивами самоубийства и смерти. Страдания и катастрофы прошлого, настоящего и будущего помещаются в пространства города.

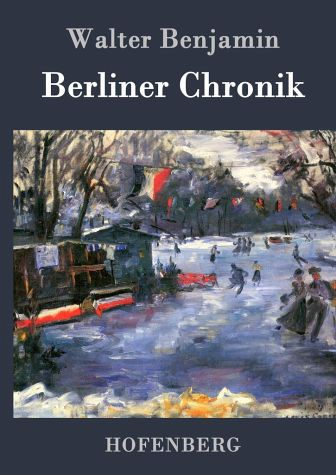
«Берлинская хроника», немецкое издание 2016 года. На обложке — картина Ловиса Коринта «Каток в Тиргартене» (1909)

Хронологическое и традиционное повествование «Хроники» противоречило теоретическим установкам Беньямина, направленным на замену хронологии топографией, на разрыв любых связей между текстом и реальностью. По оценке Лемке, обе редакции посвящены «таинственной работе воспоминания», согласно формулировке Беньямина. В первой работе чётко разделены повествовательные и рефлексивные фрагменты, личные воспоминания и программные теоретические разделы, включая утверждения о самой возможности автобиографии. «Берлинское детство» — литературный, стилистически более элегантный текст без теоретических отступлений, в нём концепция памяти выражена через поэтику воспоминаний. Переработка текста указывает на сдвиг в «автобиографическом пакте» (в терминах Филиппа Лежена), иллюзорный вопрос о правдивости автобиографии — задававшийся от Аврелия Августина до Жан-Жака Руссо — заменяется вопросом в русле Пруста о неизбежной утрате прошлого и его спасении, прежде всего детства как привилегированного способа восприятия. Витте отметил, что попытка самоубийства решающим образом повлияла на трансформацию текста. Осознание собственной смертности, восприятие своей жизни как череды неудач, понимание того, что буржуазное детство является лишь малой частью «исторического опыта», привело Беньямина к отказу от хроники в пользу символически нагруженных образов, вписанных в коллективную память. В письме к Шолему в сентябре 1932 года Беньямин писал, что его тексты «не рассказывают ничего в форме хроники, а представляют различные экспедиции в глубины воспоминаний». Одной из программных идей «Хроники», реализованных в поэтике «Берлинского детства», был тезис о том, что настоящее определяет репрезентацию образов памяти, создаёт

ту единственную среду, в которой эти образы представляются и обретают такую прозрачность, что контуры грядущего, пусть и туманные, вырисовываются в ней, будто горные вершины. Эта среда — настоящее пишущего.
«Берлинская хроника» помещается литературоведом Эриком Даунингом в широкий контекст литературы и теории культуры периода модернизма (Манн и Фрейд). Исследователь отмечает влияние на воспоминания Беньямина фотографии, археологии и психоанализа. Фотография и археология не сводятся, по мнению Даунинга, ни к эмпирическим областям, ни к метафорам, а имеют оба аспекта и поэтому являются символическими и дискурсивными полями внутри культурного воображаемого. В начале XX века различные практики — новые эстетические медиа (фотография), практики и дискурсы классицизма (археология), психология (включая психоанализ Фрейда) — влияли друг на друга и произвели революцию в визуальной культуре, приведя к кризису немецкую культуру и, в частности, жанр романа воспитания. В своей «археологии модерна» Беньямин, преодолевая наследие Bildungskultur, противостоял идеологии фашизма — последний тоже обращался к новым практикам для обоснования расизма и национализма. С одной стороны, «Берлинская хроника» вписывается в традицию немецкой истории образования (Bildungsgeschichte) как взросления, развития молодого человека. С другой стороны, идея случайности субъекта выводит работу за рамки Bildungsgeschichte: «атаке» подвергаются не только буржуазный порядок, но и господствующие представления о субъекте.

## Интертекст
«Берлинское детство», как и другие тексты Беньямина, насыщено цитатами, аллюзиями и отсылками. Самый важный внешний источник — эпопея Пруста, хотя прямая ссылка на неё отсутствует. Совместно с Францем Хесселем Беньямин в середине 1920-х годов перевёл три тома из прустовского цикла. Воспоминания содержат отсылки к древнегреческим мифам (Геракл, Тезей и др.), Данте, Шекспиру и немецким романтикам. В тексте переплетаются мотивы немецких сказок и фольклора (братья Гримм и др.), определяющие восприятие ребёнка и поэтику текста, и тематика психоанализа, в частности дихотомия heimlich — unheimlich. Беньямин перефразирует Гёте, полемизируя с его наследием, а также с воззрениями Иоганна Якоба Баховена, Гуго фон Гофманасталя и Людвига Клагеса. Образ горбатого человечка восходит к сборнику фольклора «Волшебный рог мальчика», известный Беньямину по изданию Георга Шерера; возможными источниками называются сказка Э. Т. А. Гофмана «Крошка Цахес, по прозванию Циннобер» и роман Т. Манна «Будденброки».
На «Берлинское детство» повлиял французский фотохудожник Эжен Атже, чьё творчество Беньямин ценил за внимание к фрагментам и деталям, за изображение пустого и безлюдного города, видя в фотографиях «исчезающего Парижа» демонстрацию утраты ауры. Ряд мотивов восходит к сюрреалистам: образ лабиринта («Парижский крестьянин» Луи Арагона), городская мифология и профетическое измерение («Надя» Андре Бретона), фланёр, город как пейзаж («Прогулка в Берлине» Хесселя, «Прожитый Париж» Леона Доде). К сюрреалистам Беньямин в конце 1920-х годов питал большой интерес, к их радикальному изменению языка и образа мира за рамками индивидуального восприятия, «профанному озарению» (акцент на сновидения и чувство головокружения и бесконечного падения, в частности, через религиозный, а также наркотический и алкогольный опыт). Несмотря на симпатии к «материалистическому вдохновению» и «революционному нигилизму» сюрреалистов, ко времени написания воспоминаний Беньямин уже считал их реакционными, поскольку они отрицали роль памяти и чрезмерно превозносили мгновение.

## Беньямин и Пруст. «Воспоминания о будущем»

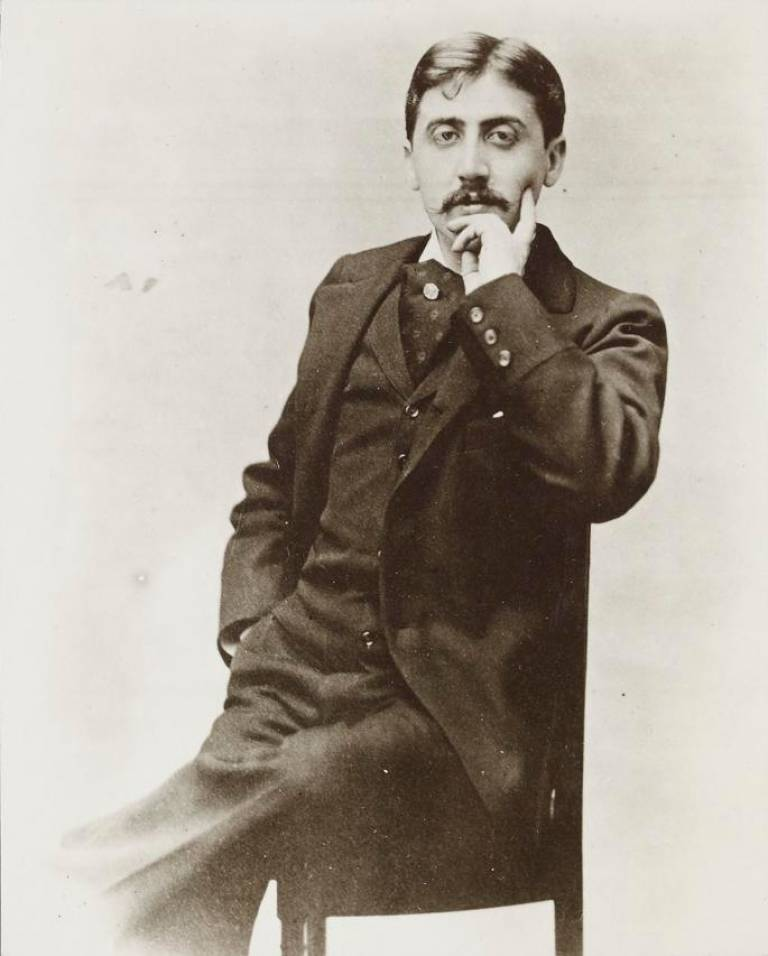
Марсель Пруст в 1895 году

В концепции автобиографии Беньямина жизнь и жизнеописание различаются и не могут полностью совпасть. Эти идеи отмечены влиянием Марселя Пруста, чьей эпопеей «В поисках утраченного времени» Беньямин восхищался, хотя признавался Адорно, что его беспокоила зависимость от французского романиста. Ряд мотивов в ранних редакциях явно восходит к Прусту: ключевая роль матери и бабушки при отсутствии сведений о братьях и сёстрах, приём гостей (из-за которого мать приходит к ребёнку лишь пожелать спокойной ночи), властность отца; первый визит в театр, игра в парке, появление телефона и его превращение в мифический объект, важность фотографии и чтения; сон и пробуждение в тёмной комнате, внимание к шуму извне. Можно говорить не только о влиянии, но и об «избирательном сродстве» между двумя авторами. Сходство связано и с общим историческим материалом эпохи fin de siècle; оба писали об «утраченном времени», связывали прошлое и настоящее, опыт ребёнка и опыт взрослого. Комментаторы отмечали использование Беньямином концепции непроизвольной памяти (фр. mémoire involontaire) — внезапного, спонтанного воспоминания, которое не зависит от сознательной памяти. По Прусту, образы непроизвольной памяти не определяются интенциональной, сознательной ментальной деятельностью, а возникают в момент озарения. Цепочка ассоциаций и впечатлений внезапно и ненадолго пробуждает давно забытый опыт, который затем вновь утрачивается. Подобно утончённой ткани детских воспоминаний Пруста, образы детства у Беньямина скорее случайны и не зависят от сознания. По мнению философа и беньяминоведа Жанны-Мари Ганьебен, глубоко прустовским является определение воспоминания как бесконечного развёртывания — «способность бесконечно интерполировать то, что было». В «Берлинской хронике» Беньямин писал:

Воспоминания, даже расширенные, не всегда представляют собой автобиографию. А эти и подавно, даже те, что относятся к берлинским годам, которыми я здесь единственно занят. Ведь автобиография имеет дело со временем, с его ходом и с тем, что создаёт непрерывный поток жизни. Здесь же речь о некоем пространстве, о мгновениях и разрывах. Ибо если здесь всплывают месяцы и годы, то лишь в той форме, которой они обладают в момент припоминания. Эта странная форма — её можно назвать мимолётной или вечной — отнюдь не то вещество, из которого сделана жизнь.
Несмотря на явные параллели, Беньямин чётко отделял свой проект от прустовского. Различия между двумя авторами были подробно исследованы (Петер Сонди, Анна Штюси, Криста Греффрат). Как отмечает Лемке, Беньямин следовал собственному тезису из «Хроники»: «развернувший однажды веер воспоминаний» Пруст в его «смертельной игре… едва ли найдёт больше последователей, чем нуждался в товарищах». Задача Пруста — не найти утраченное время, а, парадоксально, освободить его от собственной неполноты, поместив вне времени. Ускользая от времени, Пруст мечтает о его исчезновении. Сонди отмечал, что подлинная цель Пруста — сбежать от опасностей и угроз будущего, спастись от смерти. Стремление Пруста реализуется в совпадении прошлого и настоящего через сходство опыта. Марсель обретает счастье, находя своё детство во вкусе печенья в чае, хотя с ужасом понимает, что подчинён законам времени. Если для Пруста мир воспоминаний совершенен, то в прошлом Беньямина совершенство всегда отсутствует. По обобщению философа и историка искусства, беньяминоведа Жана-Мишеля Пальмье, в отличие от прустовских моментов счастья и радости, мгновения берлинского детства предстают как неудачи и неисполненные обещания.
В трактовках Сонди и Штюси, Беньямин, в отличие от Пруста, не пытается освободить себя от временности, не стремится к аисторической сущности вещей; он не бежит от будущего и не тоскует по прошлому, а отстаивает исторический опыт и знание (Сонди). В отличие от прустовских субъективных озарений, образы Беньямина скорее вписаны в историческое познание. Французский романист внимательно слушает эхо прошлого, а немецкий автор ищет первые знаки будущего в минувшем, его прошлое открыто и не завершено. Беньямин пробуждает эмоциональный хаос детского опыта, поскольку он содержит обещание, «искру надежды»; освобождает прошлое во имя будущего. С этой точки зрения, утраченное время Беньямина — будущее, а не прошлое. Поиски утраченного времени превращаются в поиски утраченного будущего, «надежды в прошлом» (Сонди) или «воспоминания о будущем» (Штюси). Как отмечал Сонди, время «Берлинского детства» не совершенное (перфектное), а future perfect с парадоксом: оно является одновременно и прошлым, и настоящим. В этом двойственность проекта Беньямина. Штюси отмечала, что спасение смысла прошлого выявляется только в отношении к конкретному настоящему. Полузабытое прошлое беспокоит настоящее, а неизвестное, туманное и нечёткое («забытое», по выражению Штюси) будущее навещает прошлое. В мире детства содержатся обещание счастья и надежды и, как следствие, избавление давно утраченного. Поэтому задача воспоминаний — вернуть взрослому надежды, стремления и мечты детства через интерпретирующее чтение, хотя речь вовсе не идёт об успешном восстановлении прошлого.

## «Археология». Образы памяти
Комментаторы часто цитируют известный фрагмент из «Берлинской хроники», где Беньямин аллегорически сравнивал погружение в воспоминания с археологическими раскопками:

Язык безошибочно обозначил, что память не инструмент для изучения прошлого, а его подмостки. Она — среда прожитого, как земля — среда, в которой погребены мёртвые города. Тот, кто стремится приблизиться к своему погребённому прошлому, должен вести себя как кладоискатель. Это определяет тон и манеру подлинных воспоминаний. Им не следует бояться снова и снова приходить к одному и тому же материалу, разбрасывать его, как разбрасывают землю, переворачивать его, как переворачивают почву. Ибо материал только залежь, пласт, из которого лишь наиболее дотошное исследование извлекает то, что составляет скрытые в недрах истинные сокровища: образы, вырванные из всех прежних контекстов и стоящие, подобно драгоценным обломкам или торсам в галерее коллекционера, в покоях нашего позднего понимания. Верно, для успешных раскопок необходим план. Однако не менее обязательно и осторожное прощупывание заступом тёмной почвы. Поэтому тот, кто сохраняет в записях лишь инвентарь находок, а не эту смутную радость пространства и места находки, лишает себя самого лучшего.
Память не является герменевтическим инструментом мышления, способом изучения прошлого, а представляет место или среду для воспоминаний, опыта и мышления; среду или место сбора сведений об исследовании и о прошлом. В памяти возникают, воплощаются и исполняются воспоминания о прошлом опыте и сам опыт; в памяти прошлое изменяется. Отрицание инструментальной роли памяти соответствует беньяминовской концепции языка. Язык, как и память, парадоксально не сводится к простому средству для доступа к внешнему референту; литературовед и исследователь культуры Катя Хауштайн утверждает, что введение языка в качестве среды или медиума памяти позволяет Беньямину избежать разграничения активной и пассивной памяти — модели, характерной для Пруста и Фрейда. Центральный строительный блок памяти — принцип пространственности, память не просто является сценой запоминаемых событий, а имеет пространственную структуру. В отличие от повествовательного подхода Пруста, у Беньямина происходит спатиализация времени, людей, вещей и содержания сознания. Согласно Лемке, Беньямин обращается к методу локусов античной мнемоники (аrs memoriae), а также к топографической модели памяти Фрейда и психоанализу. В модели Беньямина эти элементы трансформируются в поэтику воспоминаний так, чтобы пространство текста структурно соответствовало пространству памяти.
Археология Беньямина проблематизирует нарративы линеарности, последовательности и прогрессии, включая заявленный жанр хроники. Процесс поиска не менее важен, чем найденные объекты, а место раскопок даже более значимо, чем артефакты. Поэтому не менее важно, как и в археологических раскопках, не просто инвентаризировать находки, но и идентифицировать локальное и точное место раскопок в сегодняшней почве. Движение лопаты одновременно телеологическое и экспериментальное, археолог нацелен на поиски сокровищ, но значение имеет и удача, а результатом являются торсы, обломки и фрагменты, а не цельный и органичный нарратив. Археологическая работа состоит не в сборе отдельных вещей, а в рассеивании, распылении или разбрасывании содержания памяти. Хамахер отмечал, что разбрасывание является условием собирания. Для получения образов содержание памяти необходимо вспахать или вспенить, в этот момент нужно артикулировать и уничтожить залежи памяти. Новые пласты дают новые образы прошлого и вырванные из контекста фрагменты, имеющие ценность лишь когда их прежний смысл более невозможно увидеть. Каждый раз исторический текст читается по-новому, поэтому, заключает Рихтер, никогда нет неизменного прошлого, которым можно владеть.

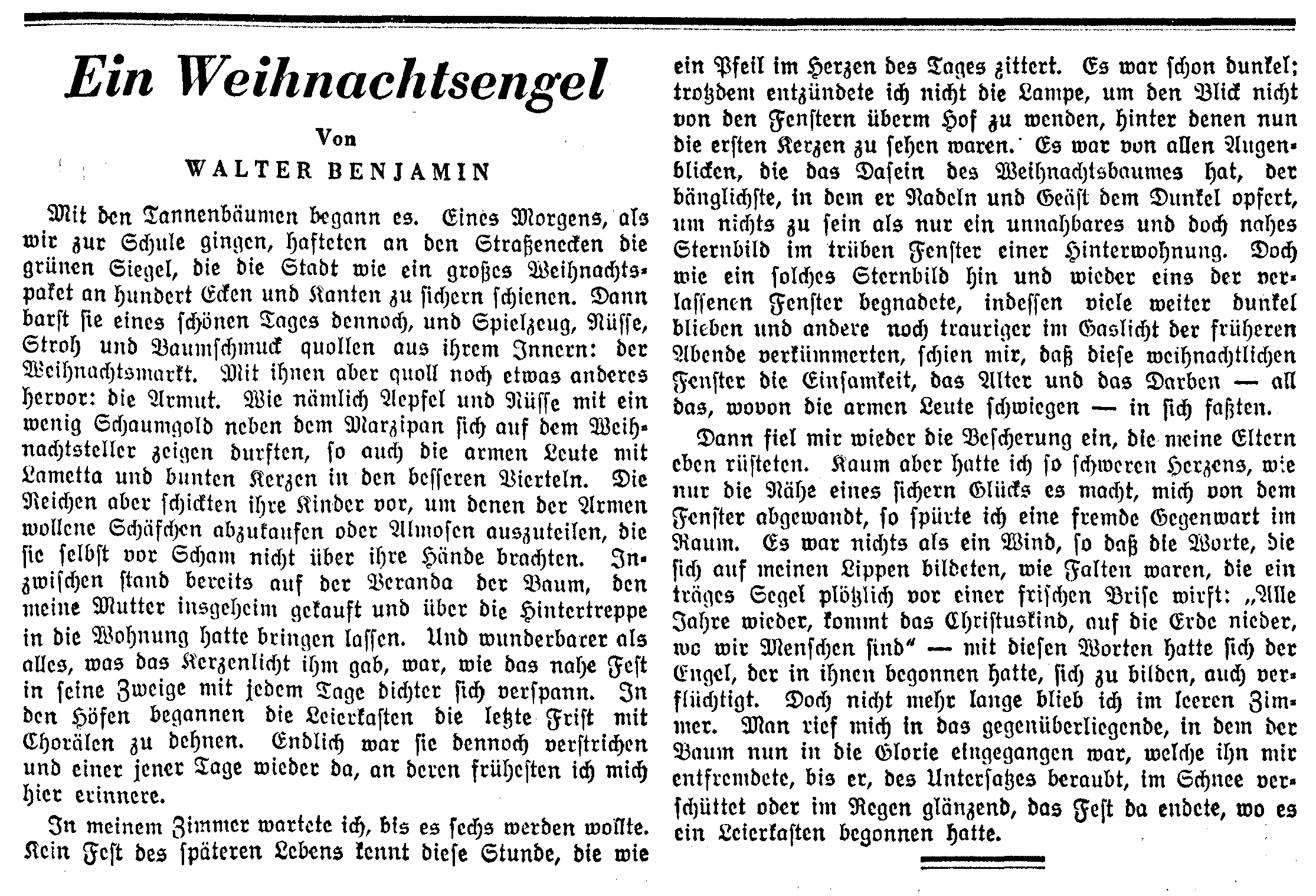
Фрагмент «Рождественский ангел», публикация в «Vossische Zeitung». 1932

Аллегория раскопок и метода разбрасывания — воспоминание о посещении квартиры тёти Леманн и наблюдении за стеклянным ромбом на столе. Внутри ромба находились игрушечные рудники, «маленькие человечки толкали тележки, изо всех сил махали отбойными молотками и светили фонариками в штольни со снующими в них вверх и вниз рудоподъёмными корзинами». Германист Эрик Яросински отмечал, что в центре внимания находятся не исследуемая почва, а сами инструменты сбора и инвентаризации — тележки, кирки, лебёдки и фонарики. Впоследствии рудники — и весь квартал — становятся местом проживания проституток и нищих; аналогично тётя Леманн, «наместница» квартала, первоначально восседающая на своём троне на эркере, превращается в птицу в клетке. По предположению Яросински, рудники тёти Леманн представляют мини-аллегорию других аллегорий Беньямина. Аллегория сопротивляется субстантивации и инструментализации, избегает прикосновения и контроля, подтверждения и предсказуемости. Место раскопок должно остаться аллегорией, как всегда существуют образы, ожидающие обнаружения.
Намеренное припоминание «картин детства», писал Беньямин в предисловии, было действенным методом «прививок, исцеляющих душу» во время изгнания и тоски по дому. Беньямин добавлял, что, как ностальгия не должна быть сильнее мысли, так и вакцина не должна быть сильнее здорового организма. Метод прививок связывался комментаторами не только с ностальгией, но и с грядущими социальными потрясениями. Автобиографические наблюдения становятся стратегией защиты от возможной меланхолии, видом катарсической практики. Как отмечает Яросински, образ прививки — миниатюры, зародыша целого, того, что не является болезнью, но напоминает её — провозглашает критическое намерение на основе аллегории, которое Беньямин находит у Бодлера. «Берлинское детство» представляет активацию и даже радикализацию аллегории, поскольку Беньямин не просто поместил свою жизнь в область аллегорического, но и буквально привил аллегорию внутрь себя. Литературовед и исследователь культуры Линда Ховерти Рагг усматривала отсылку к «По ту сторону принципа удовольствия» Фрейда, к идее того, что невроз функционирует как прививка или защита от шока.
В предисловии Беньямин отмечал «социальную невозвратимость прошлого», заключая, что «картины детства, проведённого в большом городе, оказались способны сформировать зачатки моего восприятия истории». Понятие Bild (нем. образ, картина или изображение), по мнению многих исследователей, центральное для Беньямина и его анализа модерна, в «Берлинском детстве» в качестве символа связывается с аллегорией, а также относится к форме текста как «мыслеобраз». Согласно комментатору Эли Фридлендеру, постижение глубин прошлого с позиции настоящего ставило перед Беньямином трудную задачу соединения индивидуального воспоминания и коллективной памяти, что требовало пересмотра ряда дихотомий: внешнее и внутреннее, субъективное и объективное, частное и коллективное, образ и понятие, ощущение и смысл. Несмотря на некоторую близость к прустовской непроизвольной памяти, Беньямин явно противопоставляет частное (и отдельное) проживаемое событие (Erlebnis) коллективному опыту (Erfahrung). Образы выходят далеко за рамки сознания рассказчика, они являются воспоминаниями конкретного человека, но не в контексте событий его жизни. Придавая памяти пространственную форму, Беньямин превращает индивидуальные воспоминания в коллективный опыт мест, мгновений и ситуаций.

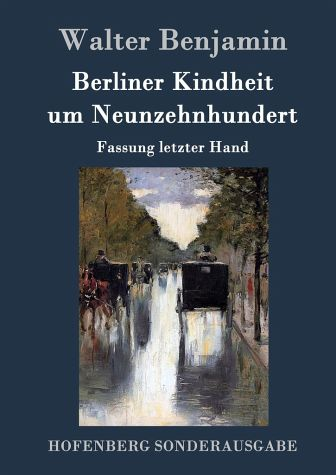
Издание «Fassung letzter Hand» 2016 года. На обложке — картина Лессера Ури «Берлинская уличная сцена» (1910)

«Формирование зачатков восприятия истории» означает, что образы воспоминаний не соответствуют прошлому опыту восприятия: переход от прошлого к настоящему, от ребёнка к взрослому происходит внутри памяти. Образы объединяют множество отдельных неосознанных перцепций. Как отмечала германист Кэрол Джейкобс, язык и память не тождественны, но находятся на одном поле, где образы неизбежно смешиваются с объектами восприятия. Поэтому невозможно различить образы из текста Беньямина и те образы, которые археолог раскапывает в прошлом. Мы ошибочно принимаем образы за объекты, что свидетельствует лишь о ненадёжности нашего восприятия, оно всегда определяется образами. Тот факт, что прошлое не столько восстанавливается в памяти, сколько формируется в ней, не приводит к искажению опыта — образы формируются на принципиально ином уровне, чем сознательное воспоминание: они быстротечны, их трудно удержать, но они являются собирательной точкой для множества смыслов. Беньямин конструирует бесконечный ряд миниатюрных образов, монад или бесконечно малых (в смысле Лейбница), которые растягивают время в напряжённом ритме, вспышках, кайросе. Эти образы конечны, поскольку их эстетическая завершённость является условием их смысла, и потому, что должны уступать место другим. Пример — выдра из Зоологического бассейна, которую ребёнок замечает после долгого ожидания; на мгновение выдра выплывает на поверхность, но сразу исчезает в глубине. В тексте «Чулок» представлена центральная метафора автобиографических воспоминаний. Ребёнок открывает комод и добирается через его содержимое до дальнего уголка, где лежат чулки:

Каждая свёрнутая пара напоминала, пожалуй, кошелёк. Я не знал большего удовольствия, чем то, какое испытывал, просунув пальцы в самую глубину свёрнутой пары чулок…Я все больше вытаскивал «начинку» наружу, пока не случалось ошеломляющее событие: «начинка» — вот она, передо мной, а кошелька, в котором она находилось, нет! Сколько раз ни повторял я этот опыт, все было мало. Он показывал мне, что форма и содержание, покров и сокрытое суть едины.
Чулок — метафора «истины» памяти, которая больше не отсылает к внешнему референту или к герменевтическим глубинам, а является бесконечным развёртыванием воспоминаний. Комментаторы отмечают эротический аспект, элемент желания. Как полагает Фридлендер, желание не исполняется и не подавляется, а скорее неминуемо рассеивается или распадается, поскольку распад есть структурное условие самого желания. Разворачивание чулка не позволяет проникнуть в реальность прошлого, но придаёт ему стабильную форму, единую поверхность смысла, где исчезает различие между объектом и внешней оболочкой, содержанием и формой, внутренним и внешним. Оппозиции преодолеваются и во фрагменте «Ящик для шитья». Ребёнка влекут мотки ниток, его манят отверстия от шпенька, заклеенные бумажными кружочками, на которых сделано тиснение с названием фирмы и номером ниток. Хотя ребёнок поддаётся соблазну и продавливает пальцем бумагу, уничтожая надписи, он уже знает, что внутри пусто. Как отмечал Яросински, в предисловии, во фразе про «картины детства», Беньямин использовал выражение с прилагательным «habhaft» со значением овладения, схватывания; воссоздание образов отсылает к желанию, которое невозможно реализовать.
Прошлое недоступно для репрезентации, однако нуждается в аллегорическом спасении. Лемке отмечает, что речь идёт не о восстановлении утраченного или изначального единства, а скорее об описании исчезновения прошлого в акте письма. Описание прошлого, в свою очередь, не означает его проживание или познание, «каким оно было на самом деле»; Беньямина интересует перевод образов прошлого в пространство опыта настоящего, только там образы обретают смысл. Избавление прошлого заключается в его актуализации, но в этом спасении прошлому — кошельку или книжкам — суждено безвозвратно исчезнуть. Необходимая утрата или исчезновение прошлого позволяет «сформировать зачатки восприятия истории». Во фрагменте «Зимнее утро» Беньямин пишет о желании «вволю поспать», о чём он мечтал и дома, и по дороге в школу, и на уроках:

Должно быть, я загадывал его тысячи и тысячи раз, ибо со временем оно таки исполнилось. Но немало воды утекло, прежде чем я понял: оно исполнилось потому, что мои надежды найти постоянную работу и верный кусок хлеба всегда оказывались тщетными.
Подобное исполнение желания, отмечает Фридлендер, не сводится к простому разочарованию или к расставанию с иллюзиями прошлого; но и не означает необходимость их буквального исполнения. Между загадыванием желания и его исполнением находится темпоральный разрыв, различие опыта. Фридлендер сближает эту модель с моделью волшебных сказок — исполнение желания может разочаровать героя, поскольку, загадывая желание, он не понимает, каким будет мир, в котором оно сбудется. С точки зрения Лемке, Беньямин, следуя Фрейду, учитывает темпоральный разрыв между первоначальным бессознательным восприятием и последующим осознанием. Для Фрейда «невозможность перевода без потерь» (по выражению Жака Деррида) между бессознательным и сознанием приводит к психологической переработке травматических переживаний и воспоминаний, приданию им нового смысла; Фрейд ввёл термин «последействие» (Nachträglichkeit). Эта концепция близка Беньямину: память не вспоминает прошедшие события, а конструирует то, что ускользнуло от понимания, но сохранилось в форме бессознательного следа. «Берлинское детство» не представляет события прошлого, а создаёт память о них, как и память о темпоральном различии, которое проявляется прежде всего в акте письма. По мнению Лемке, для Беньямина важность непроизвольной памяти Пруста состояла не в случайности образов (этот аспект он подвергал критике), а в Nachträglichkeit. Память даёт нам образ самих себя, им невозможно владеть, о нём невозможно и размышлять.
Образец доступа к памяти — сон, всегда связанный с пробуждением. Образы прошлого имеют много общего со сновидениями — они формируются не через последовательность или причинность, а как воображение, конфигурация сна. Сон предшествует сознанию и конструируется скорее при пробуждении, в момент своего исчезновения. В «Мальчишкиных книжках» Беньямин вспоминает сон о старых книжках, которые навсегда исчезают, как только он просыпается, не успев прочитать и даже притронуться к ним. По Хамахеру, это означает не чтение, а лишь его возможность, которая, однако, не реализуется при пробуждении. Сон о книжках разрушает сновидение и прерывает чтение ещё до его начала — этот разрыв Хамахер трактует как акт пробуждения, в котором соединяются возможное и реальное. Несмотря на погружение в сон в своей «психоархеологии», Беньямин никогда не отказывался от пробуждения. Напротив, он настаивал на пробуждении для истории и действия, будучи убеждённым, что сны помогают проснуться от кошмара настоящего. По мнению итальянского комментатора Карло Сальцани, акт воспоминания о конкретном месте и историческом периоде становится политическим действием и подлинным историческим опытом, позволяющим восстановить утраченную в эпоху модерна связь опыта и памяти и спасти сам опыт.
Археология в «Берлинской хронике» ориентировалось на нисходящее, вертикальное движение, раскопки и глубинные пласты памяти. Этот подход соответствовал тезису Фрейда, сравнивавшего труд психоаналитика и работу археолога. «Берлинское детство», указывает Яросински, отмечено более мягким прикосновением, даже моментом зависания, что отражает небольшое изменение в эпиграфе, посвящённом колонне Победы в Тиргартене. Мотто «О, запечённая колонна Победы с детскими сластями зимних дней» превращается в строки «О, запечённая колонна Победы с зимними сластями детских дней». Изменяется и позиция читателя, с глубины на поверхность, от фрагмента к искажению; копающая лопата археолога остаётся, но дополняется как бы взглядом кинокамеры сверху. Археология Беньямина стала археологией настоящего, предложив, по выражению Яросински, необходимую и одновременно загадочную конфигурацию критических возможностей в эпоху модерна.

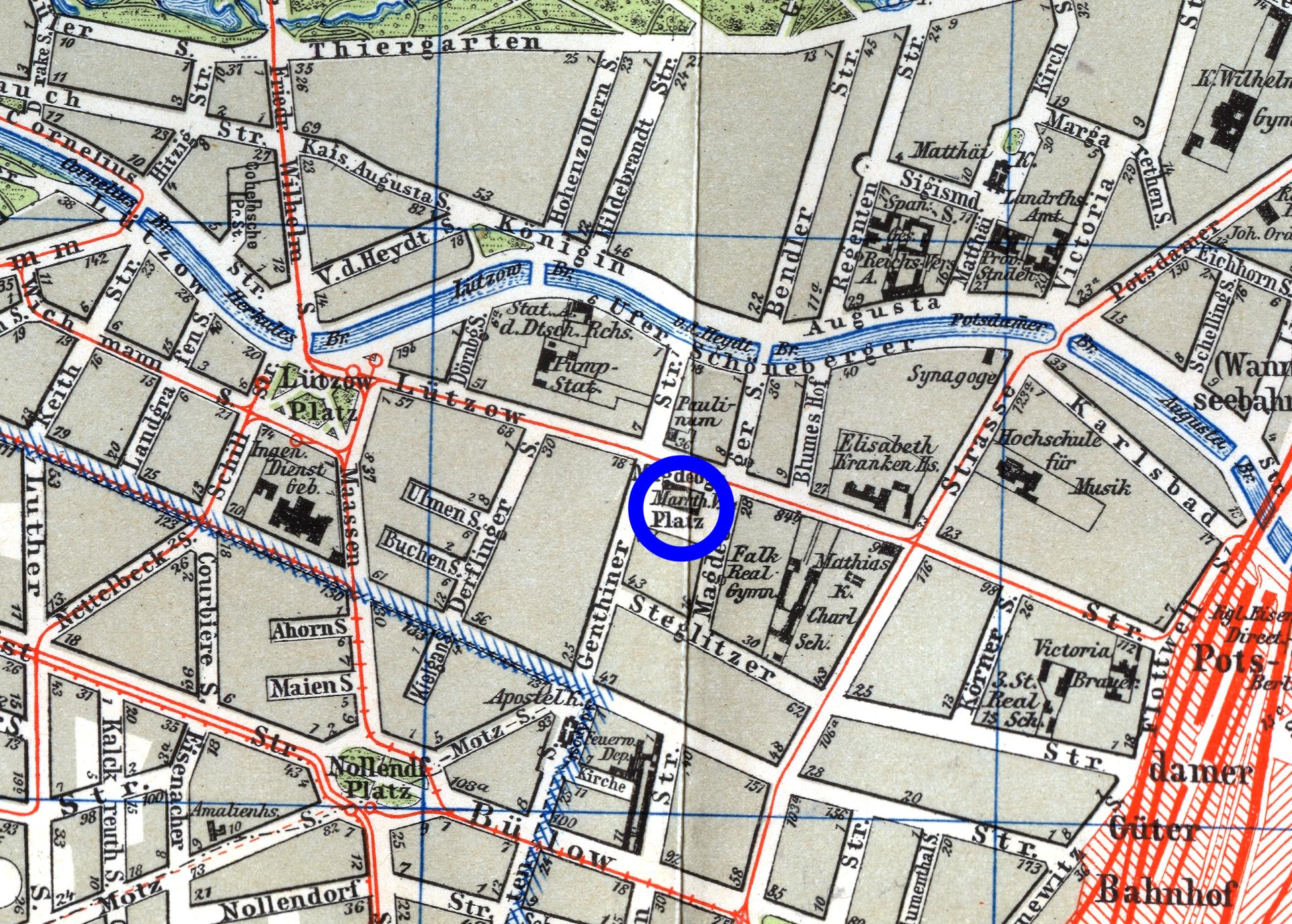
Карта части Тиргартена, включающая Ландвер-канал, Магдебургскую площадь, Штеглицерштрассе (в настоящее время — Польштрассе), Гентинерштрассе. 1896

## Ребёнок, город, лабиринт
Для описания родного города, пишет Беньямин во фрагменте «Тиргартен», необходимо «заблудиться в городе как в лесу», для чего «требуется выучка». Текст «Хроники» дополняется фразой: «Этому искусству блуждания меня научил Париж; он осуществил мечту, самыми ранними следами которой были лабиринты на промокашках моих школьных тетрадей». Беньямин подчёркивает важность проводников, которые ввели его в город: няни, следившие за тем, где он гулял; Париж, научивший его «оглядке» (Vorbehalt); его друг Хессель. Среди проводников особое место принадлежит Парижу, бывшему в центре внимания Беньямина в «Пассажах»: вход в лабиринт родного города открывается через лабиринт города иностранного.
В трактовке Петера Сонди берлинские воспоминания представляли попытку «передать опыт отчуждения и бытия иностранцем». Детские впечатления и образы показывают, как взрослый становится иностранцем или чужаком в хорошо знакомом пространстве детства. На первый план выходит мотив расстояния или дистанции, путешествия и встречи с удалённым во времени и пространстве. Создание дистанции — необходимое условие для описания города, поскольку путешествие в прошлое всегда есть путешествие вдаль. В Берлине взрослый Беньямин становится иностранцем в городе своего детства. Сонди полагал, что «Берлинское детство» не рассматривает память, а доказывает ключевую роль расстояния. Взгляд ребёнка используется Беньямином в первую очередь для создания беспроблемного чувства дистанции. Ребёнок является «незнающим» субъектом, чьё наивное и неправильное восприятие служит методом остранения. Чувство расстояния служит наилучшим способом для описания города. По версии Сонди, ребёнок становится объективом или телескопом, формирующим расстояние между зрителем и наблюдаемым, субъектом и объектом, взрослый Беньямин «знает» Берлин, но уводит читателя обратно к периоду незнания, иностранный город превращает взрослого обратно в ребёнка. Ребёнок, символ невинности, незнания и наивности, противостоит взрослому. Гиллох, критикуя интерпретацию Сонди, писал, что мотивы близости и расстояния связаны диалектически, а не для целей репрезентации. Близость парадоксально достигается через расстояние: Беньямин путешествует сквозь время, чтобы приблизиться к вещам. Город и его объекты «расширяются», приближаются и увеличиваются (взгляд ребёнка), удаляясь и уменьшаясь («иностранный» город). Время и пространство связываются двумя близкими, но противоположными моделями: путешествие в прошлое на расстояние (в смысле Сонди) и движение воспоминаний как пересечение лабиринта. По мнению Ганьебен, образы детства проходят тройное опосредование: время (ребёнок — взрослый), пространство (писатель вдали от родного города) и детское восприятие (легковерие, неполнота, неумелость).

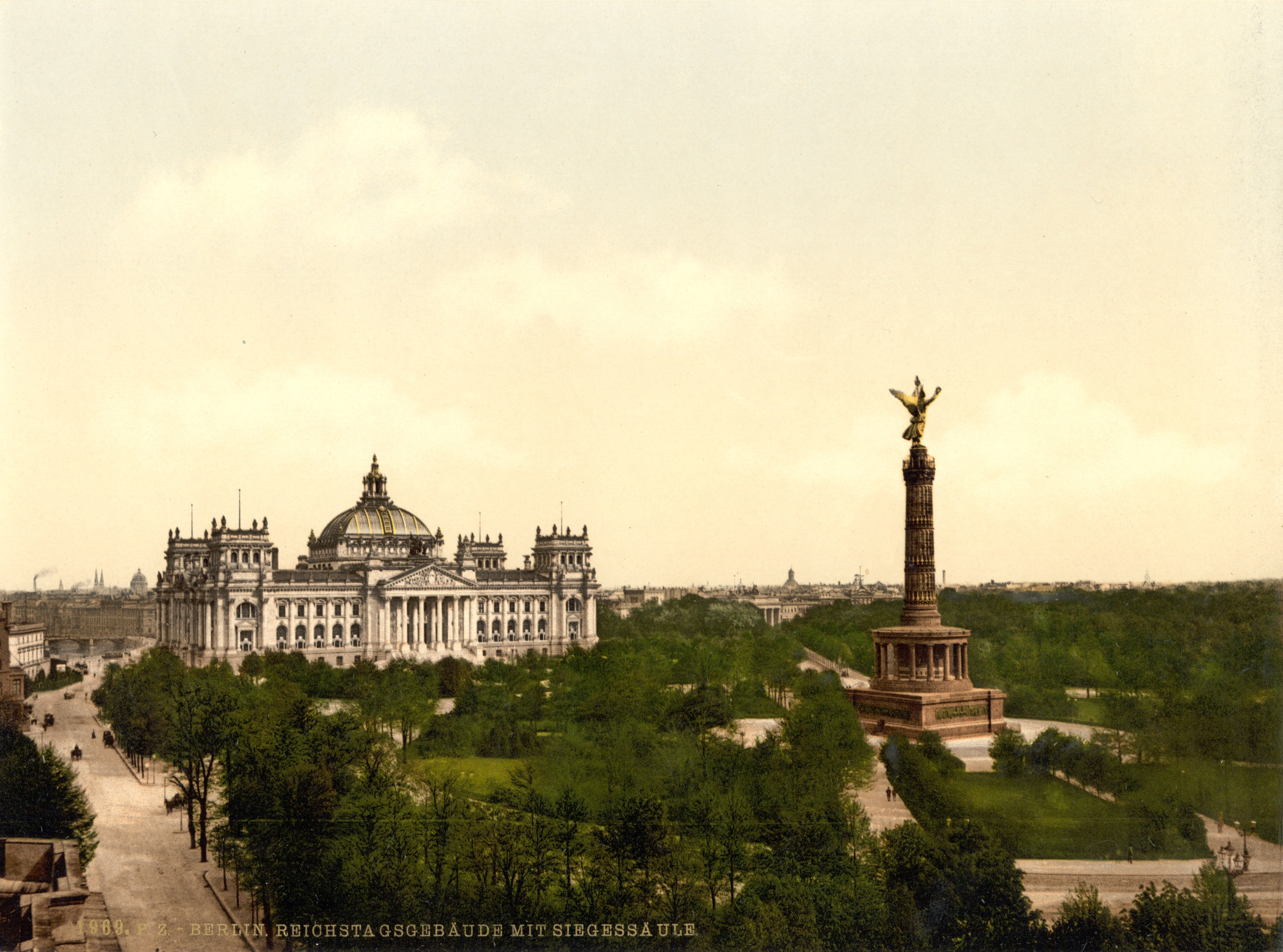
Колонна Победы в Тиргартене напротив Рейхстага. Около 1900

Согласно интерпретации Штюси, тот факт, что в восприятии ребёнка город становится местом дезориентации, не приводит к неудаче или провалу. Напротив, потеряв своё взрослое «я» и заблудившись в городе, ребёнок обретает близкую связь с вещами, связь, которую утратил взрослый. Штюси отмечала: «то, что мы обычно рассматриваем как признак неспособности и бессилия, оценивается здесь как метод овладения». Незнание ребёнка превращается в достижение, в искусство, в то, что требует «практики» и исследования. Детская дезориентация порождает особое восприятие городской среды; парадоксальное искусство незнания или неузнавания создаёт странную обстановку: городской ландшафт. Развивая мысль Штюси, Гиллох писал, что «первое впечатление» возрождает забытый образ города, ещё не затронутый безразличием, скукой и забывчивостью — всем тем, что составляет разрушительную силу привычки. «Ложное» знание позволяет освободить забытые объекты и пространства города от овеществления, совершить акт критического избавления. Критикуя интерпретацию Штюси, Гиллох писал, что вписывание города в лабиринт памяти не учитывает фундаментальную роль города.
В трактовке Гиллоха город выводится на первый план. Комментатор усматривает в тексте три модели связи между памятью и городским ландшафтом: лабиринт, шок и непроизвольная память, городская археология; третья модель связывает первые две. Опыт модерна представляет опыт шока и фрагментарных впечатлений, водоворот городской жизни разрушает сознательную память, поскольку шок и другие раздражители действуют напрямую на бессознательное. Травматический опыт шока оставляет скрытые «шрамы», которые не до конца забываются и сохраняются у взрослого. Поэтому в модерном городе преобладает непроизвольная память. По предположению Гиллоха, Беньямин, следуя Прусту, пытался исцелить от шока раны, причинённые бессознательному ребёнка. Исцеление или избавление осуществляет городской археолог, который извлекает следы шока из глубин бессознательного, спасает опыт детства у взрослого. Город представляет безымянную могилу, мёртвое место, осквернённое силами модерного варварства и амнезии. Археолог находит утерянные фрагменты прошлого, вспоминает бесчисленные забытые жизни забытых мёртвых, которым не установлены монументы или памятные знаки, но чьи молчаливые тени населяют город. Высвобождение утопических импульсов прошлого, актуализация разбитых надежд и нереализованных устремлений прошлых поколений конституирует политический праксис в настоящем, спасая прошлое от уничтожения и присвоения национал-социализмом; городской археолог «чешет историю против шерсти» (идеи сближаются с философией истории в работе «О понятии истории»). Реконструкция Гиллоха подвергалась критике за акцент на индивидуальном бессознательном, за преувеличение роли непроизвольной памяти Пруста для Беньямина.

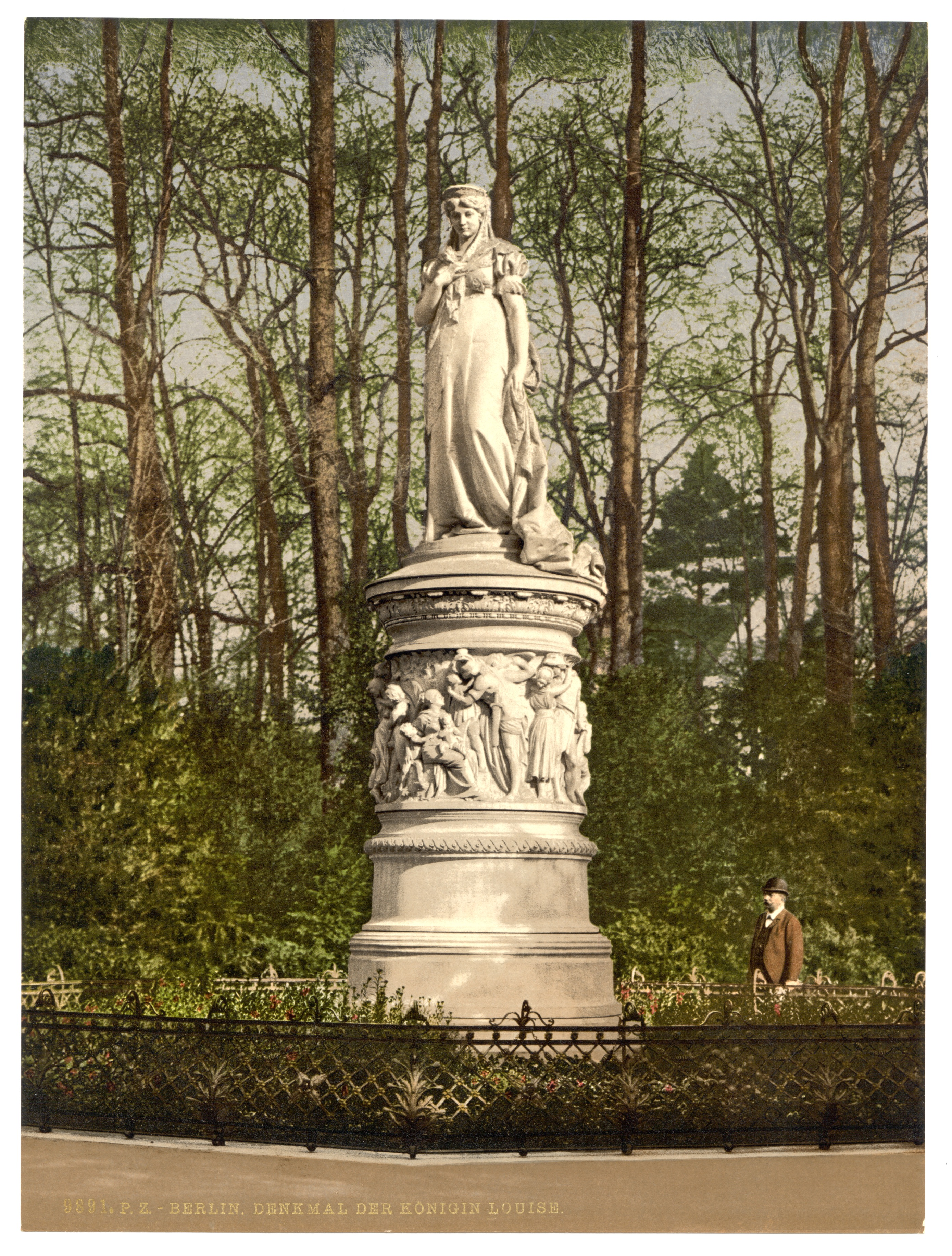
Памятник королеве Луизе в парке Тиргартен. Около 1900

Лабиринт улиц, площадей и закоулков, дома, памятники и сады — места, где связываются индивидуальные воспоминания ребёнка, культурные предпосылки идентичности и опыт большого города. Фрагмент «Тиртартен» представляет, по мнению Пальмье, весь проект «Берлинского детства» — увидеть дух эпохи fin de siècle в любом объекте или месте. Ребёнок исследует лабиринт городского парка, его извилистые тропы, ручьи, лес, статуи и места для пикников. Аллеи и каналы парка неоднократно сравниваются с образом Берлина как лабиринта. Войдя в парк, ребёнок сразу достигает «цели»: памятников Фридриху Вильгельму III и королеве Луизе. Он отводит взгляд от изваяний и смотрит на постаменты, надписи на которых представляются ему незнакомыми иероглифами. По мнению Гиллоха, памятники Фридриху Вильгельму и королеве Луизе — представителям XIX века — являются мифическими идолами, созданными буржуазией XIX века для самовозвеличивания и самолюбования. Вильгельм и Луиза воплощают равнодушие и надменность, их «вневременные» фигуры и мёртвые взгляды требуют смирения и покорности. Невозможность спасения от магии Горгоны сочетается с невозможностью последовательной репрезентации, выявления однозначного и окончательного смысла монументов. Мистические связи соединяют знаки смерти и любви, вымысел и реальность. В лабиринте Тиргартена есть и Ариадна, Беньямин вспоминает другую Луизу — умершую одноклассницу Луизу фон Ландау, которая открыла ему первый опыт любви. По оценке Витте, в путешествии через кварталы западного Берлина — где Беньямин вырос — и парк Тиргартен ребёнок пересекает историю Запада, наблюдая одновременно вселенную античных богов, «холодную красоту» мира аристократии и эпоху буржуазной трудовой этики. Ребёнок остаётся вне этих миров, отмеченных тенью смерти; от мёртвых его отделяет «водная преграда» — река забвения (Лютцовская набережная на Ландвер-канале, где жила Луиза). Фрагмент завершается превращением западных кварталов в сад Гесперид, упоминание Геракла отсылает к человеческим страданиям и труду и, по мнению Витте, содержит утопическое обещание.

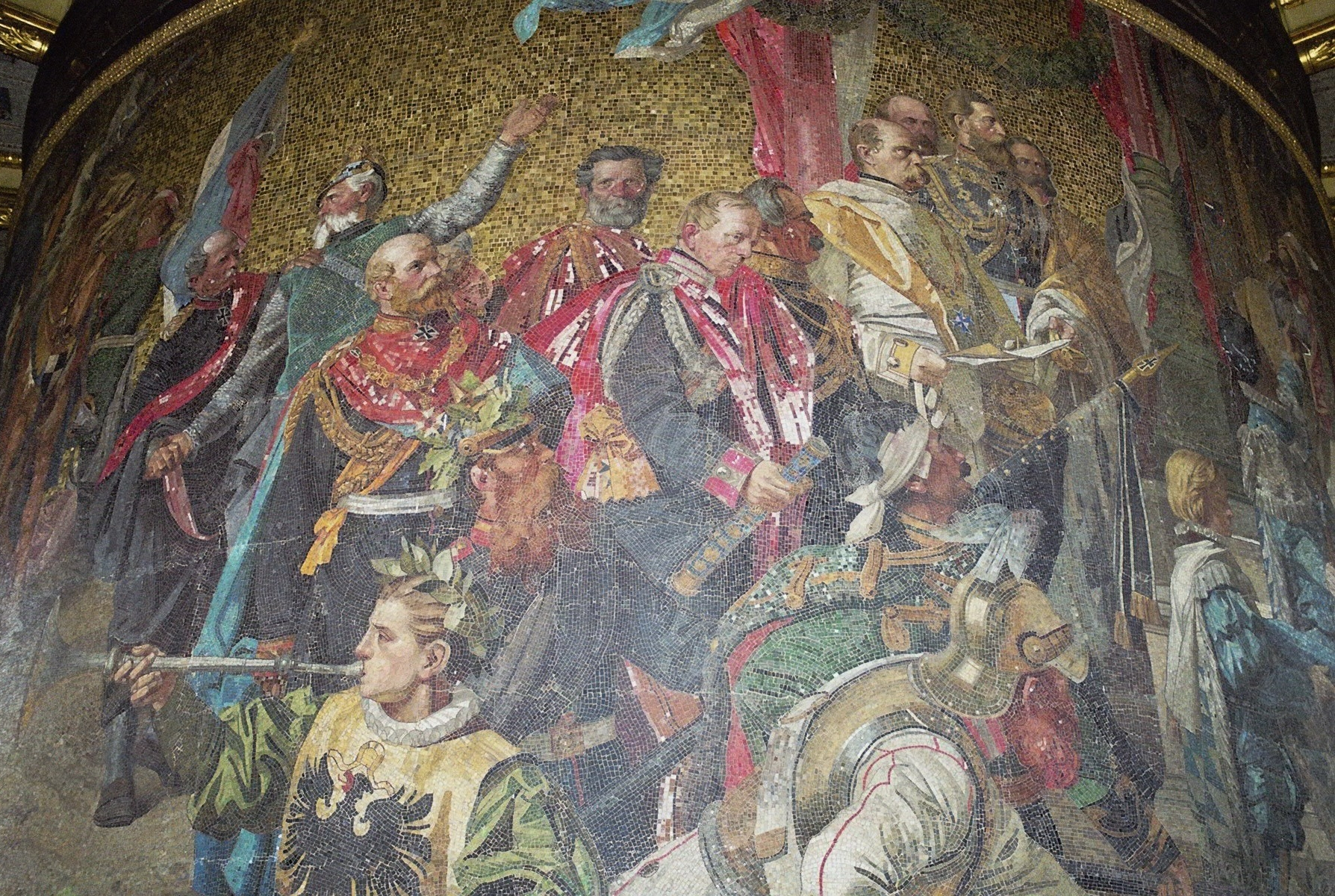
Мозаика на Колонне Победы

Фрагмент «Колонна Победы» посвящён памятнику, возведённому в честь победы во Франко-прусской войне и создания Германской империи. Беньямин вспоминает, что после битвы при Седане колонна «встала обелиском» над «достославной могилой», в которую сошла мировая история; остались лишь ежегодные парады и праздники («вечный день Седана»). Ребёнок не может понять точное назначение Siegessäule; мозаика на панно крытой колоннады в его воображении связывается с изображением преисподней у Данте. Согласно Витте, Беньямин обращается к буржуазному культурному наследию, и, перефразируя классическую формулу эмансипированной жизни у Гёте и Гофмансталя, описывает верхнюю часть колонны, где изображены герои — «ярко озарённые люди». Но незыблемые смыслы классической традиции подрываются: ребёнок постоянно идентифицирует себя с угнетёнными и проигравшими и не принимает господствующие ценности. История, заключает Витте, разворачивается как «ад» побеждённых и празднование мира в «день Седана». Гиллох писал, что для Беньямина пышность и зрелищность торжеств, гротеск и претенциозность монумента искажали прошлое, памятник прославлял войну и завоевания. Мифический памятник учреждает культ героизма и всесилие Германской империи, однако, отмечала Штюси, в реальности эстетизирует или даже обожествляет историю варварства — историю тщеславия, жестокости, насилия. Беньямин сравнивает колонну с «красной цифрой» из отрывного календаря, что отражает фальшивость претензий на вневременность, подчёркивает их преходящесть и мимолётность. По мнению Гиллоха, обращение к колонне через много лет после поражения Германии и краха имперской системы имело иронический смысл — уже к концу Первой мировой войны монумент превратился в символ беспомощности, памятник и парады в описании Беньямина отражают самодовольство и недальновидность недолговечного социального порядка. Гиллох отмечает, что памятник как продукт человеческого труда призван восхвалять цивилизацию, однако отчуждается и фетишизируется, начинает господствовать над своим создателем. Так критический взгляд Беньямина раскрывает парадоксальные черты современного мегаполиса: самообман и глупость, невежество и бесчеловечность, миф и близорукость. Этим монументам, полагает Гиллох, Беньямин противопоставляет собственные мемориалы, чтобы постигнуть альтернативную историю внутри города, по выражению Штюси, «изнанку истории», пространство скорби, хрупкости, эфемерности. Беньяминовские «памятники детства» — это мемориалы забытым мёртвым, они относятся к быстротечности, мимолётности, смертности. Колонне победы противостоит Дом Собраний — символ разрушенных романтических устремлений поколения Беньямина, надежд на культурное возрождение. Альтернативы статуям Тиргартена — квартира Луизы фон Ландау и пыльная квартира бабушки с её устаревшими вещами, ненужным барахлом.

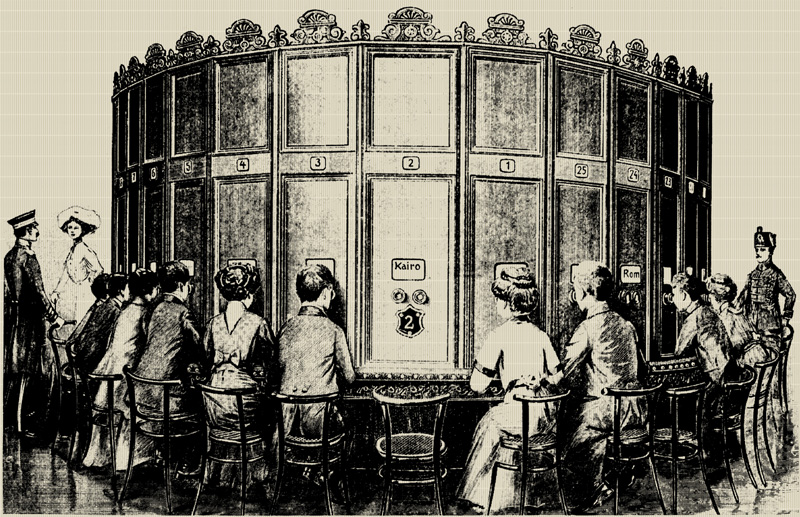
«Императорская панорама». 1880-е годы

В «Пассажах» Беньямин отмечал, что невозможно отрицать сходство между миром техники эпохи модерна и символическим миром архаики и мифологии. В «Берлинском детстве» эти связи рассматриваются в текстах «Телефон» и «Императорская панорама». Фрагмент «Телефон» показывает процесс исчезновения непосредственной, акустической коммуникации, характерной для традиционных обществ, и возникновения модерных медиа. Ребёнок играет не только на рубеже двух столетий, но и стоит на пороге новой парадигмы медиа: телефон учреждает новую форму восприятия и сознания, изменяя коды и каналы информации. Беньямин обращает внимание не на функциональные аспекты телефона, а на его пространственное положение и перемещение: от внешней границы к центру, из «тёмного ущелья» коридора — где он висел на стене рядом с ящиком для грязного белья и газовым счётчиком — в светлые и обжитые комнаты. Вначале телефон вызывает недоверие и подозрение членов семьи, но затем неожиданно оказывается в центре внимания. Его шум вторгается в квартиру, беспокоит ребёнка — звонок воспринимается как «сигнал тревоги». В качестве мифического объекта всесильный телефон вселяет ужас, угроза нависает не только над послеобеденным отдыхом родителей, но и над всей эпохой. Второй фрагмент связывает воспоминания с социально-историческими исследованиями Беньямина, в тексте описан предшественник кино — «императорская панорама», популярная в конце XIX века разновидность фотопластикона, устройства для демонстрации стереоскопических изображений. Беньямин вспоминает, что в годы его детства эти «искусства» уже вышли из моды, панорамы посещали в основном снобы и художники, а полупустые помещения заполняли дети. Ребёнок смотрит сменяющие друг друга картинки в небольшой рамке с «видами далёких стран». Как отмечал Витте, хотя картинки пробуждают мечты о путешествиях — под впечатлением от диспозитива с изображением французского города Экс-ан-Прованс ребёнок воображает себя играющим на бульваре Мирабо, — они влекут его домой и даже внезапно меняют смысл, демонстрируя проблеск ничто (картинки теряют яркость из-за неполадок освещения). Витте соотносил описание панорамы со структурой автобиографии — «печаль разлуки», вызываемая звоночком перед сменой картинки, совпадает с опытом чтения «Берлинского детства», состоящего из фрагментов и разрывов между ними. С этой точки зрения, Беньямин, обычно сдержанный в проявлении сентиментальных чувств, поддаётся «ностальгии» и пытается донести до читателя видение безвозвратно утраченного прошлого.

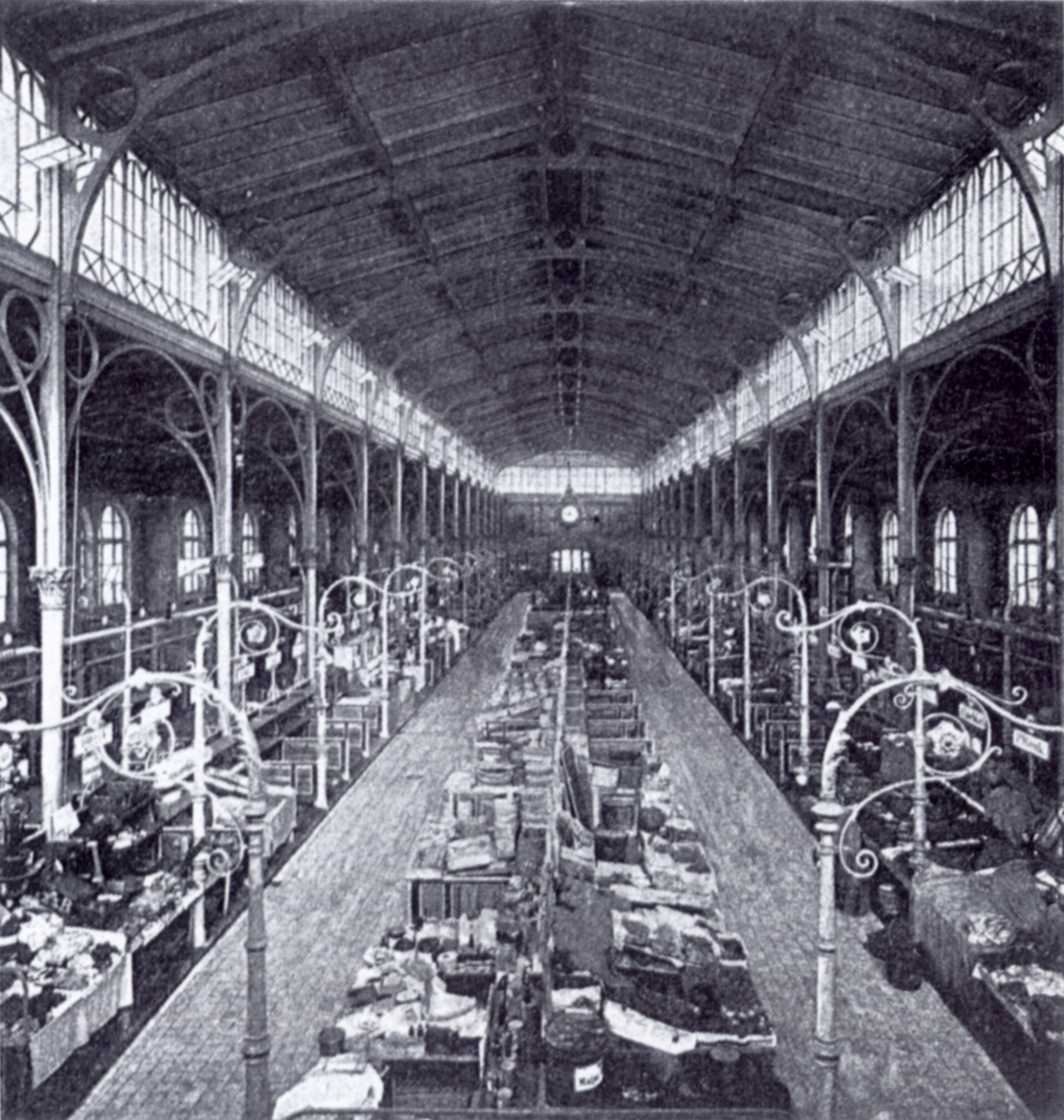
Крытый рынок на Магдебургской площади, 1890

Во фрагменте «Крытый рынок» мифология мегаполиса сочетается с классовыми и сексуальными темами. Крытый рынок на Магдебургской площади представлен как мифическое пространство, наполненное опасной магией и явно не тронутое Просвещением и рациональностью буржуазной культуры. Взгляд ребёнка замечает мифологические структуры, которые пронизывают наиболее развитые социальные формы и находятся в центре товарного капитализма. Восседающие на тронах за прилавками дородные торговки — «жрицы продажной Цереры» — представляются ему тайными служителями товара, мистическими властителями полей и садов, стражами священного места, даже уродливыми шерстяными колоссами. Под юбками торговок что-то «набухает и наливается соками», ребёнку там видится «плодородная почва», куда бог рынка бросает товар. Этот плодородный слой, отмечает исследователь культуры и беньяминовед Майкл Дженнингс, содержится в почве всего города. Первобытный пейзаж рынка, с одной стороны, отсылает к мёртвому доисторическому ландшафту аллегории в монографии Беньямина «Происхождение немецкой барочной драмы», с другой стороны, — к «болотному миру» (Vorwelt) из работ о Беньямина о Кафке. В то же время мифология рынка имеет и позитивный, освободительный оттенок: низы общества (торговки) связываются с подлинным экономическим производством и подлинным эротизмом; они являются не только источником товара и, соответственно, благосостояния буржуазии, но и носителями сексуальной энергии (в последнем аспекте вероятно влияние Баховена).
Лабиринт, один из ключевых образов «Берлинского детства», не только выражает пространство города, но и является метафорой темпоральных связей между прошлым, настоящим и будущим. По мнению Ганьебен, образ раскрывает отношения субъекта с самим собой на окольных дорогах любви, путешествий, чтения и письма. Ребёнок как будто ходит по лабиринту, когда замирает у окна, прячется за мебелью, опаздывает в школу или синагогу. В пустом «лабиринте без минотавра» (К. Греффрат) нет цели, он исключает стабильную идентичность субъекта или окончательную репрезентацию, в нём возможны лишь поиски себя через изменения. По Ганьебен, лабиринт представляет мистическую структуру желания, изнанку культуры. Прошлое отражается в образе лабиринта, объекты и пространства которого возникают будто бы впервые, приближаясь с различных перспектив. Время не является линеарным и хронологическим — прошлое продолжает движение, вновь появляясь позади. Отсутствие линеарности соответствует методу Беньямина из его теоретических работ. Ганьебен отмечала, что провозглашённая в эпистемологическом предисловии к монографии о барочной драме «смерть интенции» означала отказ от линеарной дискурсивности в пользу мысли umständlich, её темпоральная структура описывается в терминах окольных путей, обхода, остановки, возврата, ожидания, циклического движения, колебания и т. д. Метод сходен с рассеянным вниманием в сюрреализме и фрейдовским понятием свободно парящего внимания — мысль и письмо развёртываются бессознательно. Вечное хождение воспоминаний по кругу соответствует нелинейной форме текстов Беньямина. Лабиринты современного города и работы памяти вписаны в формальные характеристики текстов, которые, по сути, лабиринт. По формулировке Штюси, «каждая глава „Берлинского детства“ есть образ лабиринта: нет развития, цель остаётся скрытой».

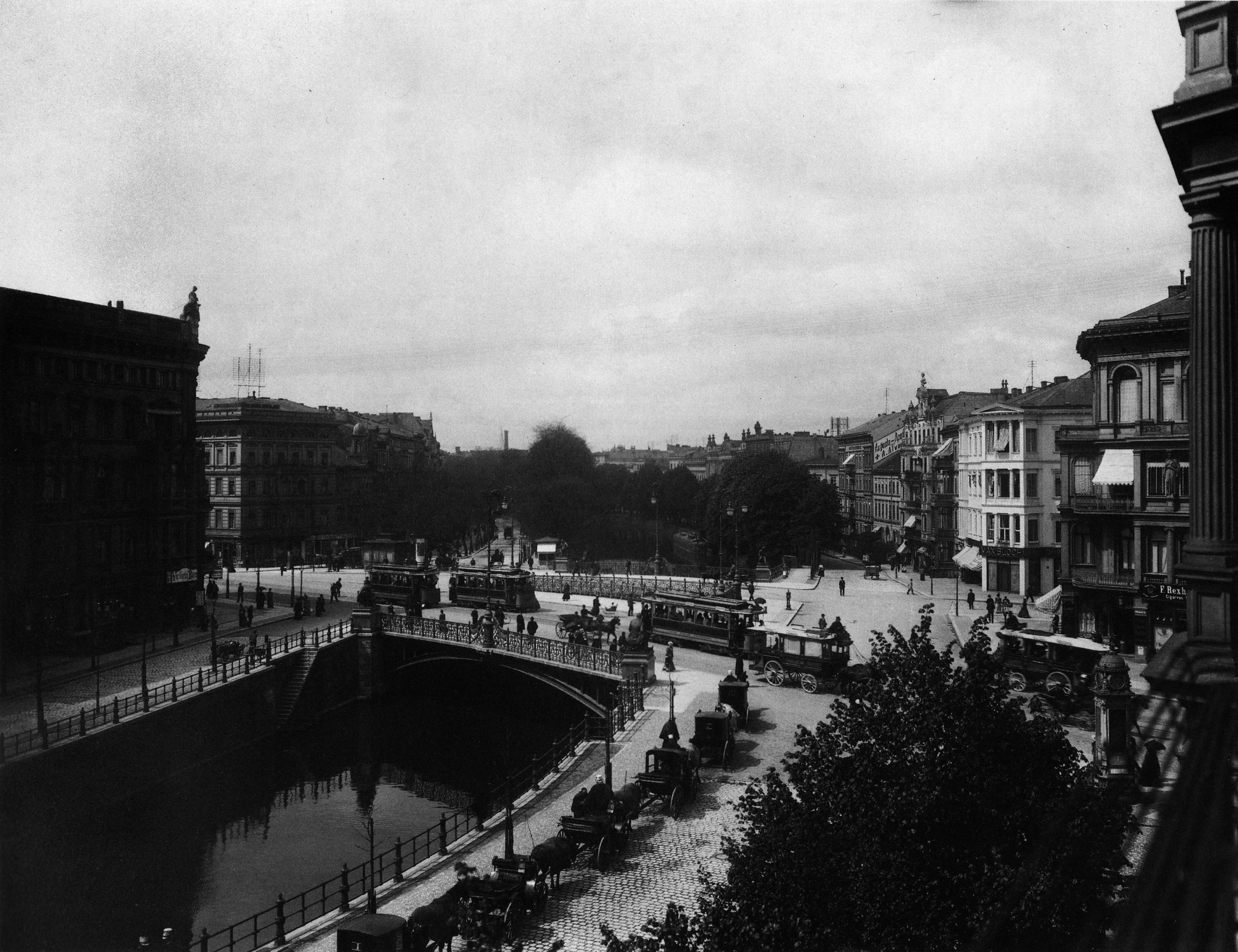
Ландвер-канал и Потсдамский мост, 1899

## Опасность вещей и пороговые пространства
Ребёнок оказывается внутри множества темниц — он не только пленник кварталов западного Берлина, но и своего тщедушного тела, болезней, ужасов своей квартиры, её удушающей обстановки и декораций эпохи бидермейера. Семейные и социальные стратегии нацелены на то, чтобы скрыть существование других — бедняков и бунтовщиков, как и воров, поджигателей, революционеров (образ пролетариата или Другого). Внешний мир ребёнок видит лишь мельком, когда случайно встречает нищих и проституток, удивляется вульгарности торговок крытого рынка. Ребёнка охраняют коллекции почтовых открыток, иллюстрированные книги и марки; ритм жизни регулируют дни рождения, приёмы, семейные визиты, рождественские праздники, поездки на каникулы. Стены квартир формируют укрепления, чтобы оградить буржуазный мир от тревоги, нищеты и смерти. Наиболее яркий пример — квартира тёти Леманн в Тиргаргене , защищённая подобно вратам Закона у Кафки. Её «сокровищницу» охраняют бесчисленные стражи — немые фигуры кариатид, лестницы, двери, портьеры, слуги. «Двойная защита» включает тёмную дверь со звонком-колокольчиком в вестибюле и дверь в прихожую, между которыми поднимается узкая и крутая лестница («На углу улиц Штеглицер и Гентинер»). Домашние пространства стремятся вытеснить нужду и даже смерть; в них

не находилось места даже смерти…Смерть здесь не была предусмотрена. Поэтому днём здешняя обстановка казалась воплощением уюта, вечером же становилась царством морока.
«Стародавнее чувство буржуазной надёжности» («Цветочный двор, 12») не спасает частные убежища берлинских квартир от зловещей опасности. Несмотря на всю защищённость, отметила Штюси, ребёнок ощущает угрозу даже в более безопасной, чем родительский дом, квартире бабушки; опасности извне подвергается частная собственность и всесилие родителей. Как пишет Лемке, безопасное внутреннее пространство невозможно навсегда оградить от того, что оно пытается исключить, — эта попытка производит исключённое. В буржуазный мир конца XIX века вторгаются призраки, пожары, банды грабителей и убийц («Происшествия и преступления»); согласно Витте, текст демонстрирует движение истории от детского счастья и невинности к опыту ничто. Взгляд ребёнка замечает хрупкость вещей и порождает ужасные химеры. Зловещие знамения и опасность исходят от обычных предметов, даже рождественские игрушки или ящик для шитья олицетворяют силы зла. Они угрожают иллюзиям ребёнка о своей физической невредимости и целостности и контроле над вещами. Буржуазная идиллия разрушается в момент, когда ребёнок обращает внимание на ящик для шитья и начинает сомневаться в его предназначении. Мотки пряжи оказывают не только эротическое воздействие, но и являются дионисийской силой хаоса:

Кроме верхних покоев, где рядком лежали мотки, где поблёскивали чёрные книжечки-игольницы и ножницы торчали из своих кожаных ножен, было в том ящике мрачное подземелье, жуткий хаос, в котором царил распустившийся клубок и кишмя кишели скрутившиеся друг с дружкой обрезки резиновой тесьмы, крючки и петли, шёлковые лоскутки.
Небытие и смерть обсуждаются во фрагменте «Луна». Начало текста воспроизводит как бы прустовский эпизод — ночью ребёнок просыпается в ужасе. Этим сходство ограничивается: у Пруста пробуждение останавливает процессы распада сознания и исчезновения пространства и времени; воссоединяются прошлое и настоящее, восстанавливается единство сознания и буржуазная идентичность рассказчика. Во фрагменте Беньямина проснувшийся от лунного света ребёнок оказывается в состоянии заброшенности. Лунный свет искажает его восприятие вещей, изгоняет его из комнаты, его жизни и даже из тела: ребёнок боится вернуться в кровать, ему кажется, что он уже там. У ребёнка нет прошлого и будущего, поскольку «все места уже заполнило минувшее». Мир погружается в небытие, ставится под и сомнение само существование ребёнка: у него остаётся лишь «осадок одиночества». Опыт отчуждения и изоляции перед лицом смерти, чувство социальной дезинтеграции характеризует и личную ситуацию Беньямина — текст «Луна» был написан в эмиграции.

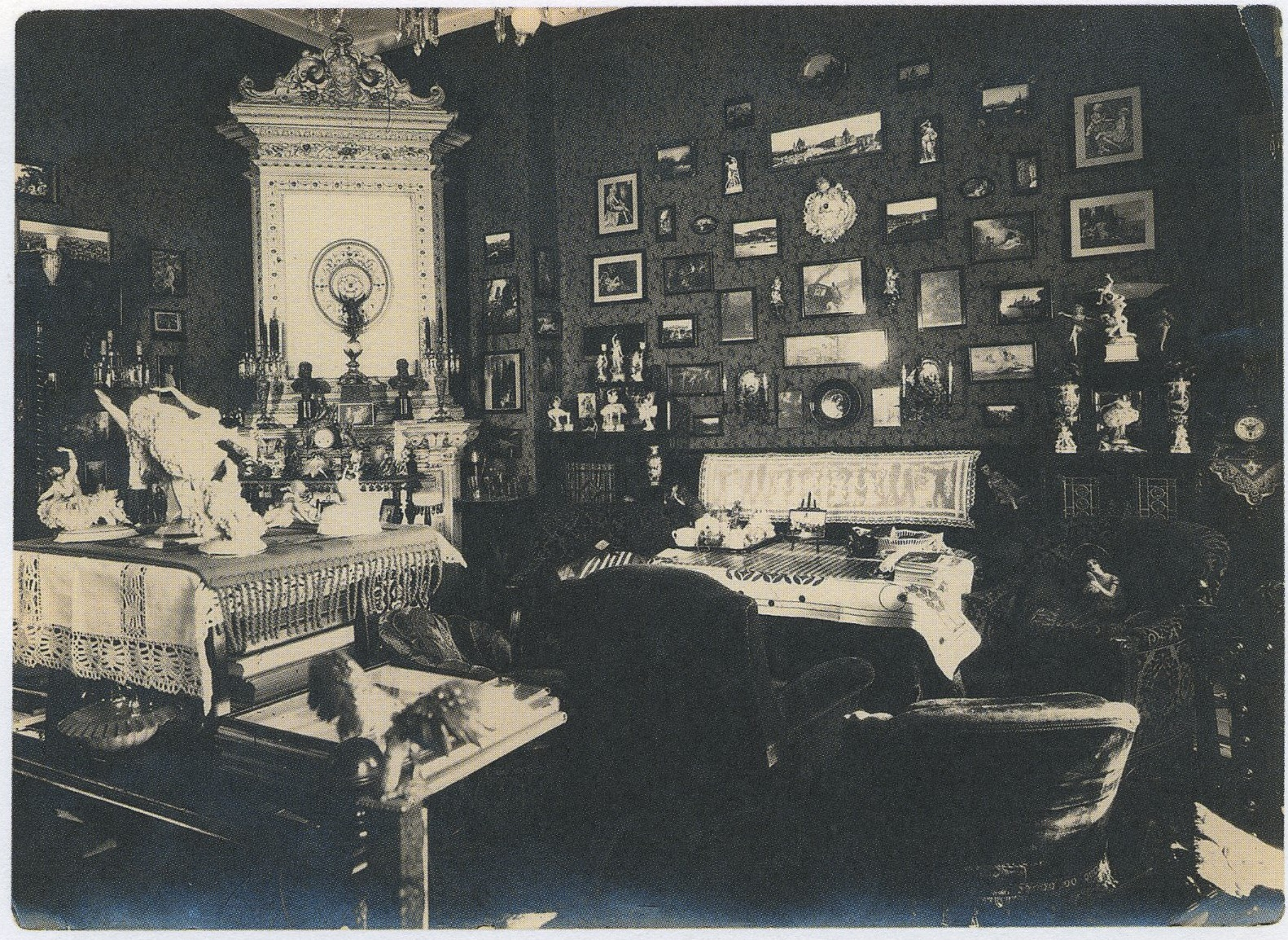
Буржуазный интерьер в Берлине. Фотография Саши Стоуна. Около 1914

Идея порога или границы находится в центре ряда фрагментов. «Берлинское детство» описывает всевозможные пороги: входы, вестибюли, проёмы, галереи, подъезды. Как показала Штюси, ребёнок предпочитает места с неясным статусом: внутренние дворы и их веранды, прихожие и гардеробы, строения прислуги и т. д. Эти пространства связывают буржуазный мир с миром труда и нужды (пролетариат). На порогах, отмечала Штюси, «время дрейфует». Многозначность пороговых пространств раскрыта в текстах «Лоджии» и «Горбатый человечек». Фрагменты описывают разрыв между буржуазной и пролетарской сферами и указывают на порог между столетиями. Помимо тематики социальных границ, пороги относятся к области бессознательного и сновидений, а также фольклора и сказок. Как полагает Лемке, пространства в русле психоанализа разделяются на heimlich — unheimlich, светлые и тёмные области, пространство города и подземный лабиринт, порядок и хаос, день и ночь. Бинарная структура определяет и память, и структуру текста — в большинстве фрагментов переплетены поэтические пространства и психоаналитические образы сновидений. Топография воспоминаний неоднородна, память всегда оказывается на пороге между сном и пробуждением, бессознательным и сознанием, эти области перетекают друг в друга. Дихотомия heimlich — unheimlich затрагивает не только предметы буржуазного быта, но и публичные места города, которые в любой момент могут стать чем-то опасным. В «Кривой улице» плавательный бассейн превращается в мифический подземный мир, чьи враждебные законы подчиняют ребёнка. Переступив порог, он прощался с земным миром и оказывался во власти богини «с раскосыми глазами», обитавшей в водной стихии. Порогом между двумя мирами представлялся и подъезд дома бабушки («Цветочный двор, 12»):

Подъезд, куда я входил, превращался в логово коварного альва, по чьей воле тяжелели и слабели мои руки и ноги, когда же до заветного порога оставалось две-три ступеньки, злой дух своими колдовскими чарами сковывал меня необоримо. Подобные кошмары были ценой, которую я платил за уют.
О фрагменте «Лоджии» Беньямин писал, что он содержит наиболее точный его автопортрет; в окончательной редакции автор поставил текст на первое место. C лоджии начинаются наблюдения ребёнка за городом и воспоминания взрослого. Лоджии с кариатидами — внутренние балконы, типичные для берлинской архитектуры эпохи Вильгельма II, — находятся на задней стороне домов крупной буржуазии и выходят во дворы, к строениям для прислуги и кварталам бедняков. Они представляют как топографический, так и социологический порог: «Лоджия для берлинца — граница его дома. На лоджии живёт Берлин — сам бог этого города». Пороговое пространство лоджии соединяет внутреннее и внешнее, частное и публичное. Неприспособленность лоджий для жилья отсылает к ситуации Беньямина в изгнании. Лоджия — «словно заранее сооружённый для него мавзолей», в котором ребёнок боится превратиться в вещь. В трактовке Витте сравнение с пустым мавзолеем показывает амбивалентность образов воспоминаний: мавзолей является символом смерти и королевского достоинства. На лоджии ребёнок избегает мира взрослых и самоутверждается. Освободившись от удушающей обстановки в квартире родителей, он чувствует себя там «полновластным хозяином». C балкона ребёнку открываются социальные барьеры и классовые различия, их осознание проявляется во время Рождества: в ожидании подарков ребёнок слышит шарманки во дворах, замечает жалкие ёлки в окнах пролетарских квартир и видит детей бедняков, c беспокойством наблюдая за их попытками продать рождественские игрушки детям богатых. Из солидарности с бедными «торжество» нарядной домашней ёлки вызывает у него чувство отчуждения до тех пор, пока с неё не снимают все украшения и не выбрасывают на улицу («Рождественский ангел»). Согласно комментарию Витте, в анархистском взгляде ребёнка общепринятое воспринимается как негативное, а презираемое и забытое содержит надежду.

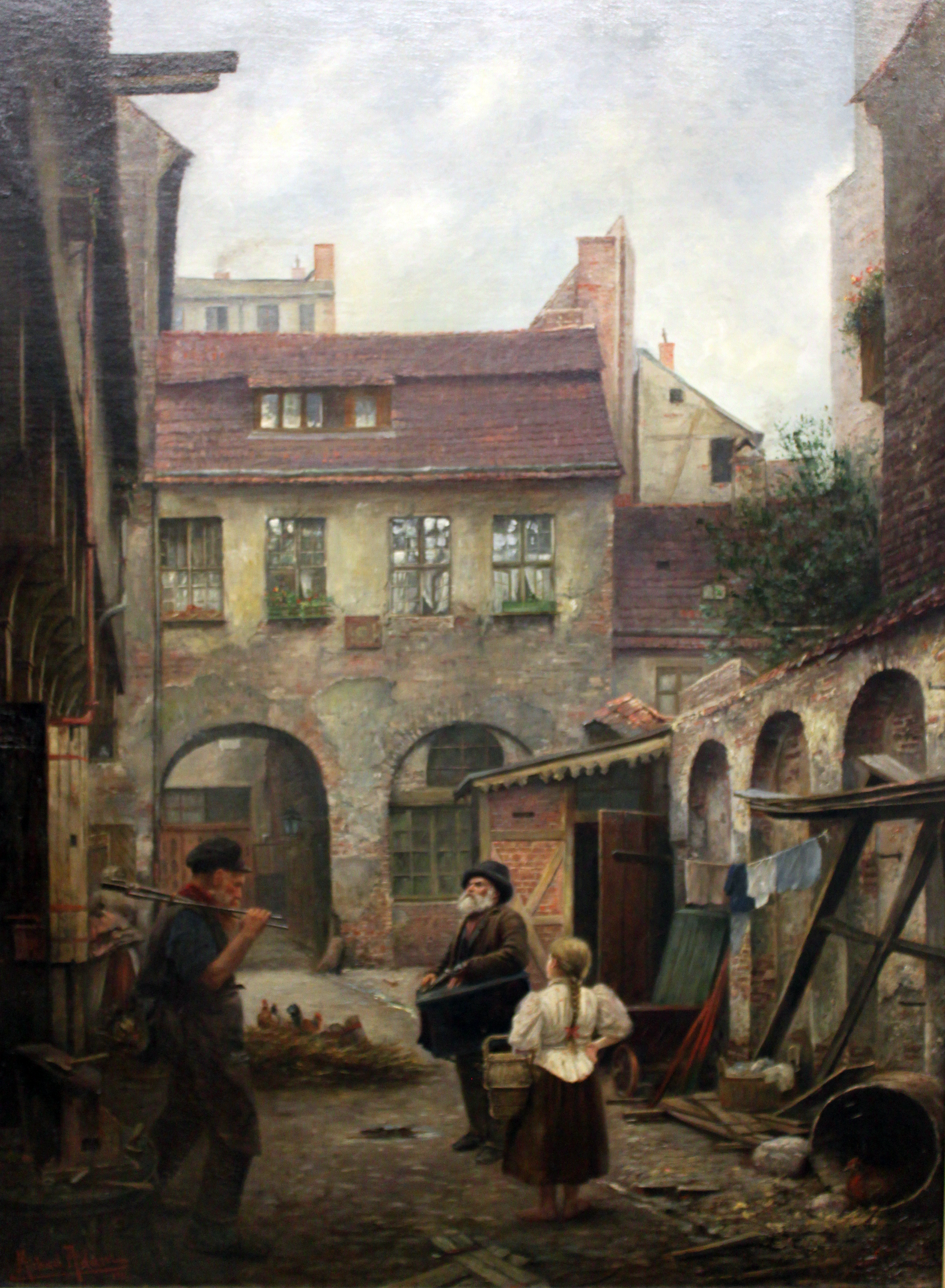
Бедный квартал в центре Берлина в изображении художника Михаэля Адама («Крёгель» в Берлине, 1901)

С лоджии ребёнок смотрит во двор и обращает внимание на клочок голой земли под чугунной решёткой, где растёт дерево; задумывается о том, что происходит в «чёрной ямине». Как отмечает Дженнингс, «Берлинское детство» основано на идее, что постижение мифа является условием истины. Миф имеет амбивалентную природу: хтонические глубины под деревом являются таковыми при взгляде с конкретной позиции (с лоджии), они содержат не только неоднозначность, но и обещание подлинного знания. Согласно известной трактовке Уинфрида Меннингхауса, в «пороговых моментах» сталкиваются домодерные формы опыта и современная рациональность, что порождает перспективу восприятия, важную для беньяминовского проекта избавления. Взаимодействие старого и нового создаёт в памяти подобие революционной энергии, которую невозможно просто перенести в прогрессистские идеологические модели, она изначально направлена в прошлое. Согласно Меннингхаусу:

Интерес Беньямина к порогам соответствует фундаментальному аспекту его теории опыта. Исчезающие архаичные формы опыта являются устаревшими, антимодерными в своей направленности; но прощание с умирающей формой смысловой структуры не сводится к простому вызыванию прошлого. Напротив: через него и в нём настоящее становится узнаваемым.
Во время прогулки ребёнок наблюдает «горизонтальные ворота» перед витринами, видит люки, которые «выходили не на улицу, а скорей под землю», и смотрит сквозь решётки. Днём ребёнок видит по другую сторону решёток приметы бедности — канарейка в клетке, свет дневной лампы или безымянный обитатель, все они приобретают магическое измерение. Ночью ему снится, что гномы в остроконечных колпачках мечут из подземелий взгляды, которые «пригвождают к месту» («Горбатый человечек»). Взгляд в подвал часто трактовался в политическом или социальном смысле, как реализация ребёнком из буржуазной семьи права наблюдения за низшими классами, аналогично наблюдению за заключёнными в работе Фуко «Надзирать и наказывать» (Штюси), или как перевёрнутый и анонимный вуайеризм, отражающий политическую ситуацию взрослого Беньямина, его изгнание (Шнайдер). Взрослый способен ставить себя на место наблюдаемых объектов лишь после того, как он оказывается на дне общества, в изгнании, без дома и перспектив в будущем (Штюси). Согласно Ганьебен, бледный свет из подвалов, подобно фигурам на мозаике крытой колоннады Siegessäule, отражают неудобную политическую истину — постоянное скрытое присутствие побеждённых и униженных. В то же время Беньямин описывает пороговое пространство безотносительно конкретного политического опыта. В трактовке комментатора Марианны Шуллер горизонтальные ворота представляют разрушенные границы между верхним светлым миром и нижним миром тьмы. В социологическом смысле первый включает мир товаров и магазинов, второй представляет нищенские кварталы метрополии, нечто среднее между обычным подвалом и мифическим подземным царством. В психоаналитическом смысле нижний мир — область бессознательного и сновидений. Во сне стирается граница между наблюдателем и наблюдаемым, как и между внутренним и внешним, верхом и низом, светом и тьмой. Позиция ребёнка-наблюдателя превращается в пространственный порог, внешний по отношению к внутреннему и внутренний относительно внешнего; при взгляде из подвала ребёнок тоже находится за решёткой. По мнению Шуллер, это смещение влечёт реструктурирование существующего социального порядка. Пугающие ребёнка и угрожающие буржуазной безопасности обитатели подземелий — «ночные проходимцы» или «нищий сброд» — сравниваются автором с Иголкой и Булавкой из сказки братьев Гримм «Всякий сброд». Как заключала Лемке, эта отсылка не приводит к окончательной идентификации образов сна, а лишь указывает на ещё один порог текста, ставящий под сомнение чёткое разделение между вымыслом и реальностью.
Даунинг обращает внимание на риск Беньямина в его критике сообщничества буржуазии с надвигающимся фашизмом: перенос мифологии из публичного пространства в буржуазную квартиру, разоблачение мифа в материальных объектах модерной культуры сближало Беньямина с представителями философии жизни (Людвиг Клагес, Карл Густав Юнг, Вильгельм Йенсен) и другими его непримиримыми оппонентами, включая фашистских идеологов. Как полагает Даунинг, Беньямин, осознавая опасность, упраздняет потенциальное героическое и виталистское измерение: предметы буржуазного быта превращаются в обычные, банальные и даже китчевые объекты. Они слишком историчны и буржуазны для какой-либо идентификации и потому не могут служить вечной или архаичной истине и быть присвоенными фашизмом.

## Горбатый человечек и забвение
Горбатый человечек частенько вот так выныривал, откуда ни возьмись. Но я ни разу его не видел. Зато он видел меня. Видел в потаённых уголках, где я прятался, и возле клетки с выдрой, и зимним утром видел, и у телефона в кухонном коридоре, и на Пивоваренной горе, где я ловил бабочек, и на катке с духовым оркестром. Он давно ушёл на покой. Однако его голос, в точности такой же, как шипенье газового рожка, даже за порогом нового столетия нашёптывает мне: «Слышишь, детка? Я прошу: помолись и обо мне, о несчастном горбуне!».
Фрагмент о горбатом человечке завершает все редакции «Берлинского детства», что, вероятно, было запланировано Беньямином. Образ горбуна связывает пространство текста, он не сводим к однозначной символике. Маленький горбун, появившийся в эссе о Кафке как «обитатель искажённой жизни», в последнем фрагменте предстаёт «серым правителем», властелином запретных для ребёнка-буржуа подземелий. Подобно другим персонажам немецких сказок — домовым, кобольдам и гномам, — горбатый человечек невидим, он принадлежит миру снов, ночи и искажения. В тексте человечек появляется в связи с гномами; ребёнок никогда не замечает человечка, когда тот наблюдает за ним, как и гномы, он ускользает от взгляда. В удалённом Беньямином фрагменте текста горбун владеет образами «целой жизни», которая проносится перед глазами умирающего. Он оказывается подлинным «автором» образов воспоминаний, за которым скрывается автор автобиографии. Германист Буркхардт Линднер считал, что горбун напоминает ребёнка, на которого он смотрит: подобно ребёнку, человечек прячется за вещами и событиями жизни, наблюдая их исчезновение. Модель всевидящего горбуна связывалась с паноптикумом из «Надзирать и наказывать» Фуко: во власти человечка было «арестовать» ребёнка, но он должен был лишь наблюдать за ним, отчего ребёнок ронял или разбивал что-либо.
Взаимосвязь между карликом, взрослым (рассказчиком) и ребёнком довольно сложная, поскольку, как отмечала Рагг, зловещий карлик не является ни взрослым, ни ребёнком. Горбун — и стражник, и пленник, он связывает ребёнка и рассказчика и в то же время связан ими. Он воплощает и угнетённых, и угнетателей, образ Другого и господства одновременно. Горбатый человечек отражает детские страхи, обретая и пророческое измерение: в этом видении будущего ребёнок не получит желанную независимость и защищённость взрослого. Рагг обратила внимание на аспект антисемитизма: принадлежащий к «расе» гномов горбун имеет явное сходство с образами в нацистской пропаганде, где евреи изображались, как правило, с физическими отклонениями (в частности, с длинным носом). Связь уродств со злом присутствовала в германском фольклоре и литературе задолго до Гитлера, хотя маленький горбун не всегда олицетворял зло. Рагг отмечала, что Беньямин не только противопоставлял себя немецкой идентичности, но отказывался принадлежать и к еврейской секулярной семье, и к сионистам из круга Шолема. Поэтому горбун отражает судьбу самого Беньямина: он возникает на пересечении немецкой и еврейской традиций и не имеет четкой идентичности.

Горбатый человечек в облике нищего старика. Рисунок Адольфа Йонссена (1904)

Горбатый человечек воплощает неустранимый элемент памяти — забвение; его образ связывает текст с философией истории, делая «Берлинское детство» частным случаем применения исторической эпистемологии Беньямина. Согласно распространённым трактовкам, человечек представляет аллегорию неумелости, неудачи и забвения — всего, что отличает ребёнка от взрослого, бессознательное от сознания; избегает власти автономного и сознательного субъекта. Карлик виноват в бедах и несчастьях ребёнка, ответственен за его неловкость и невнимательность к окружающему миру. Для взрослого горбун — воплощение забытого, вещей, канувших в забвение. Это жуткое забвение невозможно забыть, оно всегда присутствует в мире и нас самих. Горбун, по мнению Шуллер, близок к лейбницевской монаде, складки которой уходят в бесконечность и которая, как и память у Беньямина, не может себя представить. У Лейбница образ монады — «сад, полный растений, и пруд, полный рыб», монадическое у Беньямина изуродовано горбом и травмировано (в смысле Фрейда) забвением. Как пишет Лемке, карлик не контролирует Эго, а предшествует его формированию, моменту высказывания и воспоминанию, является их конститутивным условием — горбун «всегда был там». Идентичность, высказывание и воспоминание возможны лишь при условии искажения и забывания. Горбатый человечек определяет деформацию и смещение, присущие пространствам памяти. Горбун не только брал «дань забвению», а «с каждой вещи… взимал половинную долю»; он не помнит забытого, но забывает только половину. Поэтому человечек создаёт предпосылки и возможность для памяти, представляет её трансцендентальное условие, которое позволяет увидеть конститутивный процесс забывания. Карлик появляется в последнем фрагменте как субъект памяти и место и сцена воспоминаний; Шуллер указывает на то, что без работы горбатого человечка «Берлинское детство» никогда не было бы написано.
Горбун относится к визуальной перспективе, в которой вещи остаются позади, ускользают, исчезают. Эта перспектива напоминает об ангеле истории, чей взгляд устремлён в прошлое. Для ангела вещи уносятся в прошлое, для ребёнка они отступают в будущее. Обоих объединяет бессилие: и ангела перед горой обломков, и ребёнка, разбившего что-то по вине карлика; бессилен и читатель фрагментов Беньямина. Горбун всегда появляется в момент, когда что-нибудь разбивается, повреждается или раскалывается, хотя из текста неясно, кто именно разбивает, что и как. Разрушительная работа горбатого человечка сталкивает ребёнка с опытом шока, характерного для индустриальных обществ. По выводу Шуллер, образ карлика указывает на то, что история, как и история субъекта, вопреки внешним проявлениям, всегда является руинами, обломками, осколками. Карлика сближали и с политико-теологическими размышлениями из «Тезисов о философии истории»: ребёнок принадлежит истории угнетённых и побеждённых, а горбун должен разжечь в прошлом искру надежды. В эссе о Кафке утверждается, что карлик исчезнет с приходом Мессии; в «Тезисах» он, став союзником исторического материализма в борьбе с фашизмом, воплощает Мессию. С этой точки зрения, предоставляя горбуну заключительное слово в тексте, Беньямин связывает с ним надежду на мессианское избавление. В то же время образы «целой жизни» возможны только перед смертью, когда сила воспоминания, кажется, ослабевает — метафора горбатого человечка не позволяет делать однозначный вывод об оптимизме или пессимизме проекта Беньямина, его нацеленности на историческое и эстетическое обновление. «Берлинское детство» остаётся неоднозначным и, следовательно, открытым для интерпретации.

## Фотография
В «Берлинском детстве» фотография имела теоретическое значение для концептуализации языка, подобия, истории, являлась моделью для памяти и для написания автобиографии. Фотографический характер текста отметил ещё Адорно, сравнивавший мысль Беньямина с «фотографическим снимком» и «интеллектуальной оптикой». По выражению комментатора Эдуардо Кадавы, воспоминания Беньямина — это серия фотоснимков; сам автор называл воспоминания «серией картин», хотя текст не содержит фотографий. Движение от фрагмента к фрагменту — и от момента к моменту, подобия к подобию — производится как будто щелчком фотоаппарата. Использование фототехники, фотомонтажа, позволяет дробить время, его целостность и линейность, создаёт «подлинные исторические картины». Фотографическая метафора, сосредоточенная на темпоральных аспектах и отрицающая измерение глубины, дополняет пространственную модель памяти. По мнению Хауштайн, «фотографирование» прошлого в «Берлинском детстве» не связано с объективностью или точностью, а скорее нацелено на вызывание аффективных, визуальных и акустических ощущений. В «Берлинской хронике» Беньямин сравнивает механизмы памяти и фотографии, отмечая, что сила моментальных снимков состоит в том, что «в центре же этих редких образов всегда стоим мы сами», но просто потому, что «такие моменты внезапного озарения являются одновременно моментами, когда мы находимся вне себя». Кадава отмечал, что для Беньямина фотоснимки всегда связаны с «оцепенением» и смертью; между снимком и референтом, между фотографией и фотографируемым отсутствует отношение (в «Краткой истории фотографии» Беньямин упоминал выполненные Атже фотографии пустынных парижских улиц). Комментируя тезис Кадавы, Рагг пишет, что фотоснимок раскалывает «живое» «Я» и «мёртвое», настоящее и прошлое, проживаемый и наблюдаемый опыт; прерывает и замораживает время. Аналогично в автобиографии человек вспоминает «мёртвое» «Я», принося прошлое в настоящее. «Картины» или снимки прошлого в «Берлинском детстве» вырваны из хода истории, в них прошлое сталкивается с настоящим, образуя, в терминах Беньямина, констелляцию или монаду; фотография стирает различие между прошлым и настоящим, прерывает линейное течение времени и переносит мгновение времени из контекста в будущее. Фотографическая модель соответствует концепции аллегории в «Происхождении немецкой барочной драмы», где Беньямин рассматривал аллегорию в качестве руины или фрагмента. Разнообразные объекты в «Берлинском детстве» — ящик для шитья, чулки, тарелка каши, снежинки, бабочки и сачок, крытый рынок и детские книги — являются аллегорическими. В качестве пространственных «фрагментов» фотоснимки вырываются из потока времени и контекста опыта, разделяют пространство на фрагменты. Как и аллегории, фотографии схватывают не мир в целом, а лишь случайную и миниатюрную его часть.

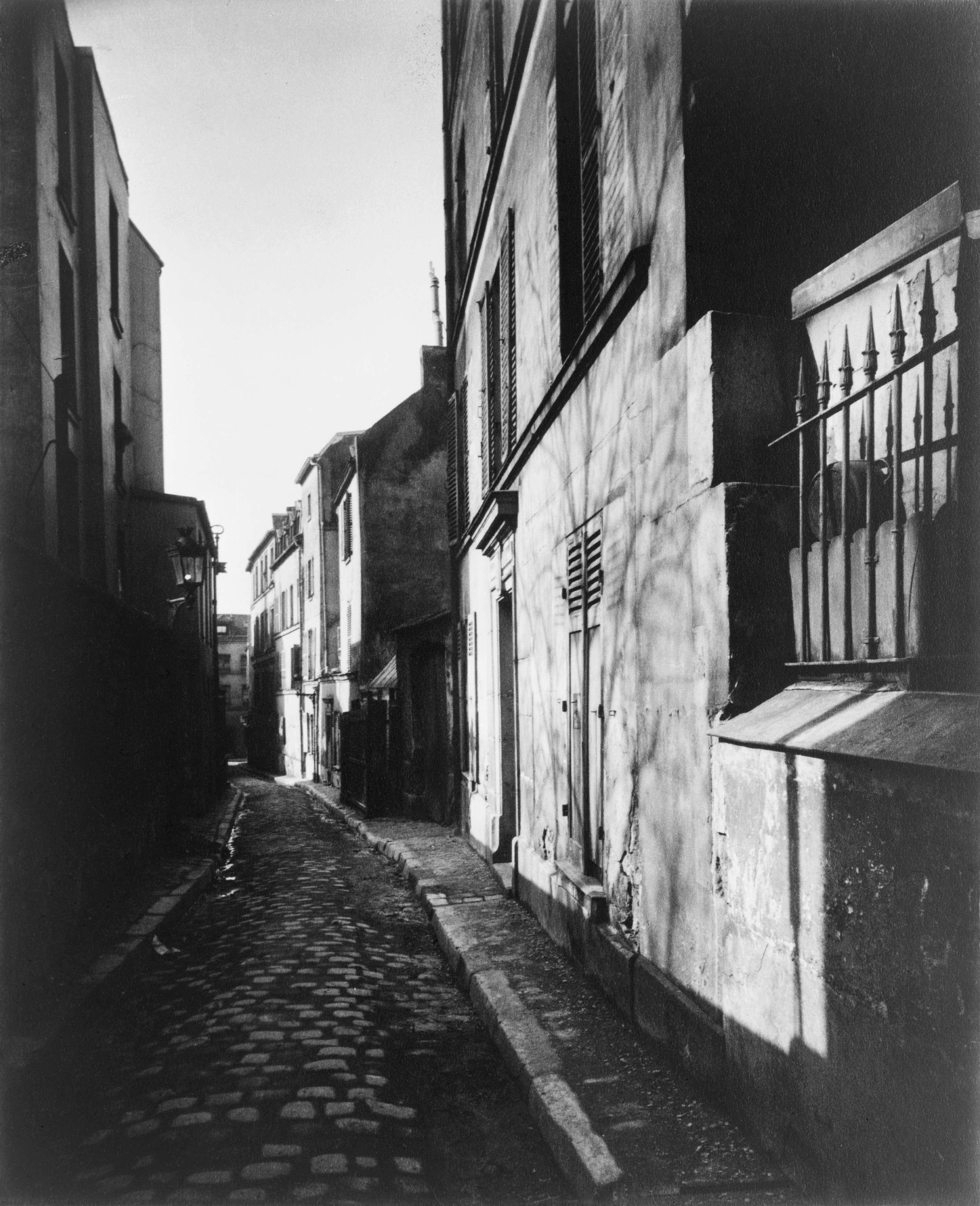
Улица Сен-Рюстик на Монмартре. Фотография Эжена Атже (1922)

Воспроизводство и воспроизводимость технологий (фотография, кинематограф) приводит к тому, что визуальные образы формируют человеческое восприятие (на что Беньямин одним из первых обратил внимание), влияют на представления человека о себе и могут быть использованы как средство манипуляции. По выражению Яросински, «Берлинское детство» знаменует прощание не только с детством и городом, как Беньямин пишет в предисловии, но и с тем временем, когда образы ещё не были визуальными и фрагментированными. Беньямин приветствовал революционную трансформационную силу фотографии, однако отмечал утрату или потерю ауры в «эпоху технической воспроизводимости» произведения искусства. Скорбь по утрате не отменяла необходимость разрушения ауры, что подразумевало политические задачи — противостояние фашизму и капитализму. Согласно Дженнингсу, «Берлинское детство» показывало негативный аспект фотографии — её роль в упадке и уничтожении опыта. Фотография включает и отношения власти и подчинения, репрессивный аспект, поскольку помогает государству в разрушении «инкогнито индивида» (М. Шнайдер), её можно использовать для управления и контроля, преследования и угнетения. Фотография позволяет наблюдать и избегать ответного взгляда, подобно паноптикуму в «Надзирать и наказывать» Фуко. Тем не менее некоторые авторы полагают, что Беньямин восстановил или воссоздал ауру вокруг руин детства — в оригинальных и не воспроизводимых объектах, через уникальные проявления индивидуальности и постоянные описания утраты. «Фотографический» аппарат и противоречивость ауры, по мнению Рагг, раскрываются в удалённом тексте фрагмента о горбатом человечке. Образы «целой жизни» перед глазами умирающего намекают на кинокадры, на то, что «движение» в фильме есть лишь наша неспособность воспринимать переходы между кадрами. Точно так же «целая жизнь» в виде цельного нарратива оказывается иллюзией, а фрагментированные образы воспоминаний имеют разрывы, подобно промежуткам на страницах книг. Горбатый человечек, пишет Рагг, все же появляется в тексте, даже если он невидим: отсутствие доступно для восприятия и реконструкции, исчезновение можно заметить, а магию ауры — почувствовать и восстановить.
Исследователи отметили тот факт, что в ранней версии фрагмента «Обормотя» (с него начиналась Гисенская редакция) Беньямин комментировал два фотоснимка: свой с братом Георгом и детскую фотографию Кафки. В окончательной редакции эти описания и любые отсылки к ним были удалены, что, с одной стороны, указывает на разрушение ауры, а с другой — на стирание всех следов идентичности, отрицание любой фотографической и институциональной идентификации, навязываемой государством. Поэтому Рагг характеризовала «Берлинское детство» как «замаскированную фотографическую автобиографию».

## Мимезис и семиотика
Миметическая способность ребёнка воспринимать и создавать подобия и аналогии между миром вещей и миром знаков находится в центре многих фрагментов «Берлинского детства». В теоретических текстах «Учение о подобии» и «О миметической способности» Беньямин рассматривал понятия «внечувственное подобие» и «миметическая способность». Подобие является активной формой поведения и способом опыта, а не просто связано с пониманием или восприятием. Мимезис возникает в природе, однако высшим производителем подобий является человек. Мимезис имеет два аспекта: онтогенетический и филогенетический. Первый относится к развитию индивида — ребёнок обладает уникальной способностью воспринимать реальность через подобия, у него есть естественный опыт имитации, подражания и становления тем или иным, дар сходства вещей, мебели и одежды, когда он играет, способность превращаться в них; например, ребёнок пытается быть не только торговцем, но и мельницей или поездом. Этот способ восприятия предшествует разделению субъекта и объекта. «Берлинское детство» рассматривает онтогенетический аспект. Благодаря миметической способности ребёнок постигает дорепрезентативные формы толкования мира — логику «искажённого подобия», которая проявляется как в мире вещей, так и в технике; хотя речь не идёт о возврате к магизму или анимизму. Филогенетический аспект относится к человеческой истории: миметическая способность постепенно трансформируется. Если первоначально люди воспринимали реальность через опыт подобий (пример — ясновидение), то в эпоху модерна, вследствие механизации жизненного мира и возникновения массового общества в XIX веке этот опыт утрачивается — под воздействием медиа возникают новые формы восприятия и сознания. От миметической способности остаются лишь рудименты (пример — гороскоп) в языке и письме. Последние представляют «самый совершенный архив внечувственного подобия».

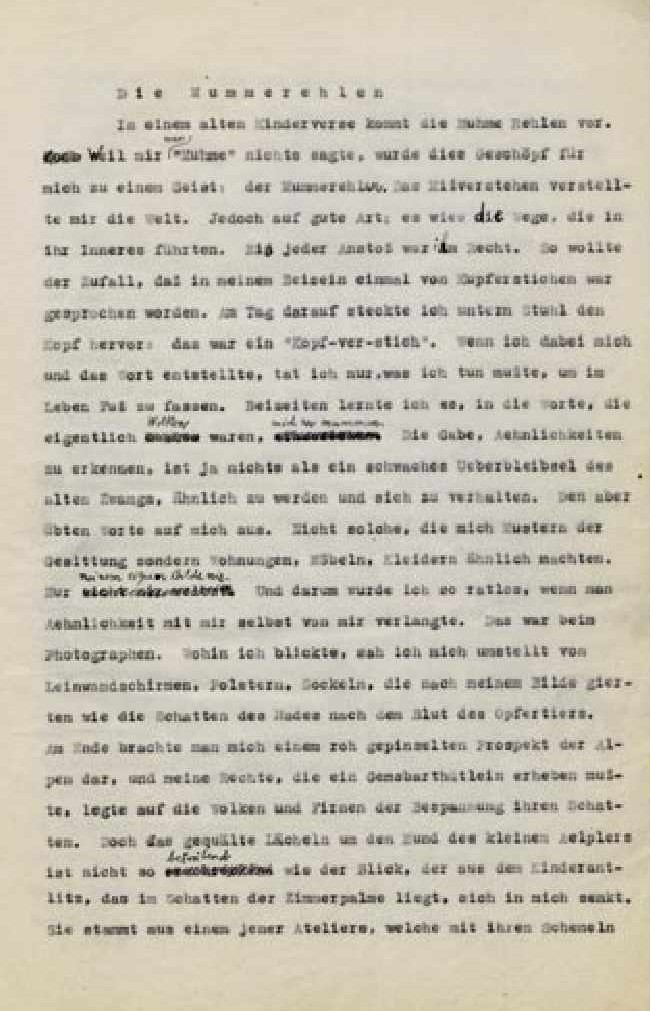
Рукопись «Обормоти». Гисенская редакция

Миметический характер языка, его «магический» аспект проявляется лишь через отношение к чему-то другому, значение («чистый язык» в определении Беньямина) всегда является лишь отношением между модальностями значения. В ономатопоэтической теории языка Беньямина имена или слова не подлежат абстрагированию и поэтому воплощают наивысшую степень мимезиса. Согласно Хамахеру, концепция отрицала как чувственное подобие между словом и значением, так субстанциональность значения. Подобие имеет место между словами, не сводимыми к знакам, а не между знаком и денотатом, знаком и репрезентацией. Подобие не статично, а постоянно порождается по-новому, по выражению Хамахера, как калькулятор модальностей. Способность восприятия подобий зависит от модуса времени — темпа или скорости чтения, — подобия вспыхивают на мгновение в потоке вещей, а затем исчезают. В тексте «Обормотя» Беньямин прямо ссылается на учение о подобии:

Я рано научился оборматывать-обматывать самого себя словами-кружевами. Способность подмечать сходство между совершенно разными предметами и явлениями есть не что иное, как слабый отзвук нашей древней тяги к подражанию — во внешнем облике или в поведении. Эту тягу пробуждали во мне слова. Но только те, которые выражали моё сходство не с хорошими детками, а с комнатами, предметами обстановки, одежды. Я был исковеркан своим сходством со всем, что меня окружало.
В «Обормоте» сформулирован основополагающий, по выражению Лемке, «трансцендентально-поэтический» принцип. В реальности продуктивное лингвистическое непонимание или ошибка ономатопоэтически превратило Muhme Rehlen в Mummerehlen (в русском переводе — тётя Мотя и Обормотя): «В одном старинном детском стишке рассказывается о тёте Моте. Имя Мотя ничего мне не говорило, так что создание это превратилось у меня в призрак по имени Обормотя». Призрак Обормоти незримо присутствует в тексте — «Берлинское детство» содержит множество примеров подобных лингвистических ошибок и искажений, открывающих взрослому мир ребёнка. Неизвестное слово Kupferstich (гравюра на меди) превращается в Kopf-verstich, берлинский пригород Steglitz (Штеглиц) — в Stieglitz (щегол), gnä(dige) Frau (сударыня) — в Näh-Frau (швея), Markthalle (крытый рынок) с помощью той же искажающей логики становится Mark-Thalle (в русском переводе — «крышка»), а Blumeshof (цветочный двор) — Blume-zoof (в русском переводе — «цвет-точный»). Логика искажённого подобия связывает философию языка и поэтику воспоминаний, поскольку указывает на сущность самого языка: стишок про Обормотю был «исковеркан», но вмещал в себя весь «исковерканный мир детства». С этой точки зрения, воспоминания Беньямина описывают чтение, способное увидеть следы подобия в тексте как следы памяти. Лемке пишет, что только концепция языка, учитывающая дихотомии репрезентации и мимезиса, смысла и материальности, может постичь специфику памяти, её диалектику забвения и воспоминания, сновидения и сознания, heimlich и unheimlich.
«Берлинское детство» не отрицает репрезентативную модель производства смысла, а представляет семиотику подобия, основанную на смещении и скольжении смысла от одного носителя к другому. Различие между тётей Мотей и Обормотей, по мнению Лемке, отражает семиотическую и магическую стороны языковой модели. Обормотя не сводится ни к понятию, ни к чёткому референту, её нельзя зафиксировать как значение или представить в виде чётко определённого образа. Смещение смысла при встрече ребёнка с неизвестными означающими и неопределёнными значениями не приводит к бессмысленности, а позволяет мимолётно увидеть внечувственное подобие, чей магический аспект, в свою очередь, показывает действие миметической способности. Детское восприятие открывает путь к другому измерению мира, в котором слова и вещи рассматриваются вне инструментального контекста, а язык, ещё не будучи средством коммуникации, представляет среду физического опыта. Слова являются «облаками», в них можно обернуться и раствориться. Слова-облака формируют среду дорациональной апроприации, «защитную шкуру» от враждебного внешнего мира. Как отмечает Ганьебен, искажения и смещения значений всегда указывают на непризнанные или угнетённые аспекты, отрицаемые или вытесненные. В своей известной трактовке Хамахер поместил в центр «Берлинского детства» образ облака или облачности слов; облако не редуцируется к слову, вещи, стабильной форме или репрезентации идеи, а является забыванием или «приостановкой» (англ. suspension) установленного значения. Процесс мимезиса никогда не завершается, а всегда производит смещения и перестановки, порождает интерпретации, аллегорические сходства, фрагментарность: подобие подразумевается, но никогда не достижимо; однако тот факт, что подобия связаны, пусть и аллегорично, превращает их и сам текст в образы всегда предварительного и потому всегда иронического мимезиса.
В пространстве детского опыта любая вещь становится знаком, а любой знак может стать вещью, раскрыть свою материальную сторону. Подобные трансформации и текучесть категорий развиваются Беньямином в литературную стратегию, направленную, по словам литературоведа и исследователя культуры Хайнца Брюггерманна, на открытие элементарных форм чтения как восприятия и апроприации. В «Мальчишкиных книжках» обучение чтению описано через скольжение от чтения буквенных знаков к чтению текстовых символов, в обеих формах значения постоянно смещаются. Беньямин вспоминает, как стоял, глядя в ночное окно, и метель рассказывала ему историю из книг:

О чём был её рассказ, никогда не удавалось понять до конца, ибо слишком часто и слишком густо вторгалось новое в то, что я давным-давно знал. Едва примкнув к какой-нибудь компании снежинок, я видел, что та уже спешит спровадить меня другой, налетевшей откуда ни возьмись и разбившей нашу. А теперь настало время во вьюге печатных букв высматривать истории, что ускользали от меня, глядевшего в зимнее окно. Дальние страны, о которых я читал, играли в кругу привольно, как снежные хлопья.

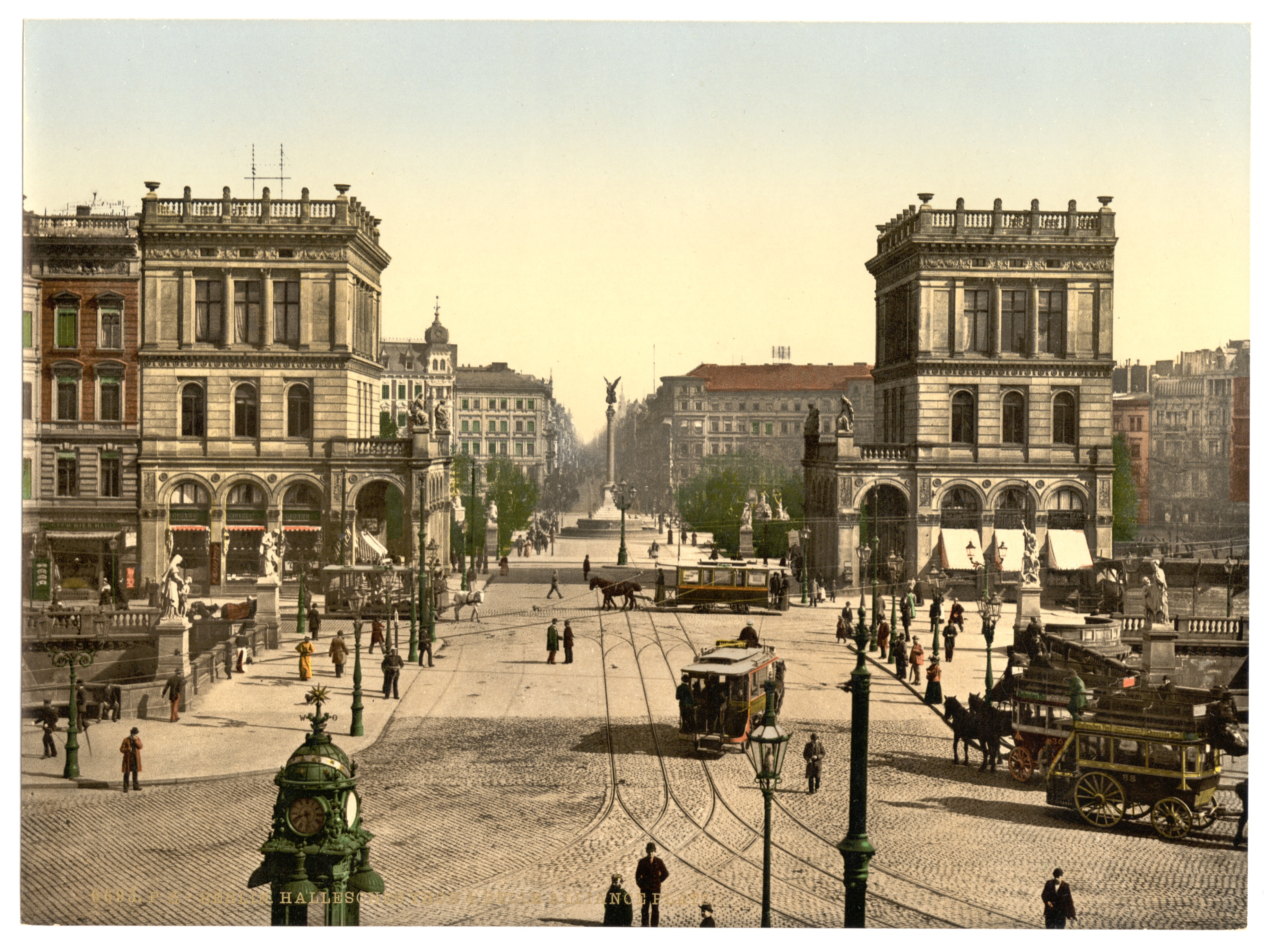
Галльские ворота. Около 1900

Несмотря на первоначальный энтузиазм, обычное чтение тоже не позволяет выявить точный смысл рассказа; эта невозможность — облачность слов — становится моделью чтения любого текста. Буквенные знаки не приводят к семиотической ясности, а подчиняются принципу смещения или ускользания смысла, их произвольная структура напоминает непрерывное кружение снежинок. Ребёнок воспринимает текст как материальную и пространственную структуру букв и пробелов, которые не соединяются в имеющие смысл знаки, а различаются между собой; образность букв делает их важнейшим пространством памяти. Опыт ребёнка на пороге или границе между семантикой и изображением, смыслом и материальностью находится в центре текстов «Два загадочных образа» и «Зимний вечер». В первом фрагменте Беньямин вспоминает открытку из коллекции, на оборотной стороне которой было написано имя его школьной учительницы — Хелена Пуваль (Helene Pufahl). Лемке отмечает, что страница текста читается как изображение или картина. Надпись распадается на отдельные графические компоненты — буквы («p», «f», «l»), которые отсылают к первым буквам других слов. При этом игнорируется обычная семантическая интерпретация как изображения, так и текста, чтение превращается в процесс перевода между ними. Во втором фрагменте тусклый свет газовых фонарей заставляет Беньямина вспомнить старую открытку с изображением незнакомой ребёнку берлинской площади. Ни картинка, ни подпись к ней — «Галленские ворота» — не отсылают к реальному референту, однако бесконечная игра между текстом и изображением, вымыслом и реальностью позволяет обрести «мои воспоминания о зимнем Берлине».
Мимезис не сводится к языковой структуре, а является формой восприятия и поведения, телесно-чувственного опыта, к которому относится не только рассказ снежинок, но и сам процесс чтения. В «Ловле бабочек» Беньямин вспоминал, как ловил мотыльков на горе Браухаусберг близ Потсдама. Летний воздух наполняется словом «Пивоваренная гора» (Brauhausberg), ребёнку нравится «воздух слова» — название становится частью телесного опыта, его можно вдыхать и «проживать». Во фрагменте «Жар» истории «живут» в руках матери, которая, сидя на кровати, рассказывает их заболевшему ребёнку. В обоих случаях содержание историй ускользает от слушателя; однако сочетание языка и телесности создаёт изобилие опыта и представляет, по мнению исследователя культуры и беньяминоведа Бернда Кифера, «эмбриональную клетку» миметического опыта.

## Субъект, идентичность и политическое
В «Берлинской хронике» Беньямин писал:

Если я пишу по-немецки лучше большинства писателей моего поколения, то в основном благодаря двадцатилетнему соблюдению единственного правила: никогда не употреблять слова «я», кроме как в письмах.
«Единственное правило» затрагивает важные для работ Беньямина вопросы: близость и противоречие между коллективом и индивидом, языком и идентичностью, субъектом и объектом. Тезис поднимает проблему одновременного присутствия и отсутствия субъекта в работах Беньямина, предлагает исследование не столько личности автора, сколько самой возможности существования «Я» в эпоху модерна. Подвергая сомнению автобиографическое «Я», Беньямин критикует автономность и самоопределяемость модерного субъекта, как в версии Просвещения (единство у Гегеля), так и фашизма как идеологии единства. Представления о целостном субъекте для Беньямина не только иллюзия, но и устаревшая форма рефлексии. Категории «личность», «индивидуальность» или «характер» Беньямин связывал с фашизмом, а их распад — с позитивным освобождением. Как комментирует Рихтер, на пороге XX века буржуазный субъект оказывается в кризисе, распадается, поскольку, с одной стороны, детерминируется новыми культурными механизмами, новыми технологиями коммуникации и медиа (фотография, граммофон, кино); с другой стороны, подвергается воздействию внешних сил — государства, общества и исторической ситуации. По обобщению Гиллоха, берлинские тексты составляют предысторию модерного субъекта, археологию буржуазного «Я» как разочарованного, фрустрированного жителя города.
Субъект эпохи модерна представляет «странную форму» человеческой жизни, для которой характерны разрывы, колебания и смещения. Фрагментированный субъект ускользает от завершения и закрытости, даже если он к ним стремится. Беньямин фиксирует распад традиционного субъекта через эстетику: разрушение гармоничного единства символа и расщепление в аллегории категорий познания — субъекта и объекта. Опыт деконструкции субъекта в эпоху модерна стал биографической реальностью из-за опасности изгнания, что заставило Беньямина переработать текст вопреки своей первоначальной концепции. Как полагал Витте, оригинальная конструкция «Берлинского детства» была средством самозащиты Беньямина и защиты собственной идентичности от смертельной угрозы со стороны восходящего фашизма в условиях конца буржуазной эпохи. Даунинг отмечает, что в фотографической модели памяти Беньямина субъект распадается, а не формируется. Исчезновение субъекта связано со временем: если у Пруста, Фрейда или Манна сохраняются остатки последовательности — раскрытие и развитие субъекта, то Беньямин отрицает любую темпоральную направленность или прогрессивное течение времени (культурное или индивидуальное). Этот аспект усложняет модель Беньямина, дестабилизируя связи между прошлым, настоящим и будущим. Беньямин отказывается и от обращения к мифологии, к архаическим образам прошлого (Йенсен, фашистские теоретики). Он депсихологизирует понятие субъекта, настаивая на историческом и социальном контексте — этот подход направлен против редукции субъекта к психологии и биологии (Фрейд, Йенсен). Место субъекта занимают фотографические, повседневные и внешние образы, которые не являются вечными, мифическими и глубинными.
Беньямин элиминирует из воспоминаний лингвистическое «Я»: смещение «Я» обуславливает возможность производства текста в качестве сети или лабиринта, линейное повествование как условие конституирования «Я» отрицается. Адорно считал, что падение субъекта для Беньямина означало избавление человека, но влекло антисубъективизм. В постструктуралистских трактовках этот уход от гомогенной идентичности сближали с автобиографической концепцией «стирания лица» Поля де Мана. Многое у Беньямина имеет явную перекличку с конструированием «нового лица» у де Мана и напоминает техники деконструкции. Если де Ман ориентировался на эстетическую игру означающих, то Беньямина интересовало не упразднение субъекта, а его дифференциация и трансгрессия. Беньяминовская концепция субъективности с нечёткими контурами субъекта помещает «Я» в состояние постоянного транзита, перехода. С этой точки зрения, проблема формирования идентичности остаётся в центре поэтики воспоминаний Беньямина, хотя «Берлинское детство» не является автобиографией в смысле хронологического рассказа о собственной жизни. Текст разворачивается в рамках противоречия между желанием сконструировать субъекта через акт письма и отказом от такого проекта; между поиском возможных форм идентичности и попытками ускользнуть от любой внешней идентификации. Хауштайн отмечает связь с концепцией Жака Лакана: Воображаемое отсылает к отношению субъекта с формирующими его идентификациями, их распад оставляет от Эго простой образ. Эго больше не является изначальной причиной, а следует из языка и письма; поэтому, когда Беньямин пишет от первого лица, это лишь воображаемая форма Эго. Как резюмирует Лемке, конструирование субъекта в автобиографическом нарративе определяется логикой искажённого подобия и поэтому всегда сопровождается фрагментацией, рассеиванием, откладыванием (в терминах Деррида). Быстротечные темпоральные и пространственные трансформации создают лингвистическое «Я», подрывая логику идентичности и стабильной идентификации. «Я» не принимает чёткой формы, а обёртывается в текст, как ребёнок в слова («Обормотя»).

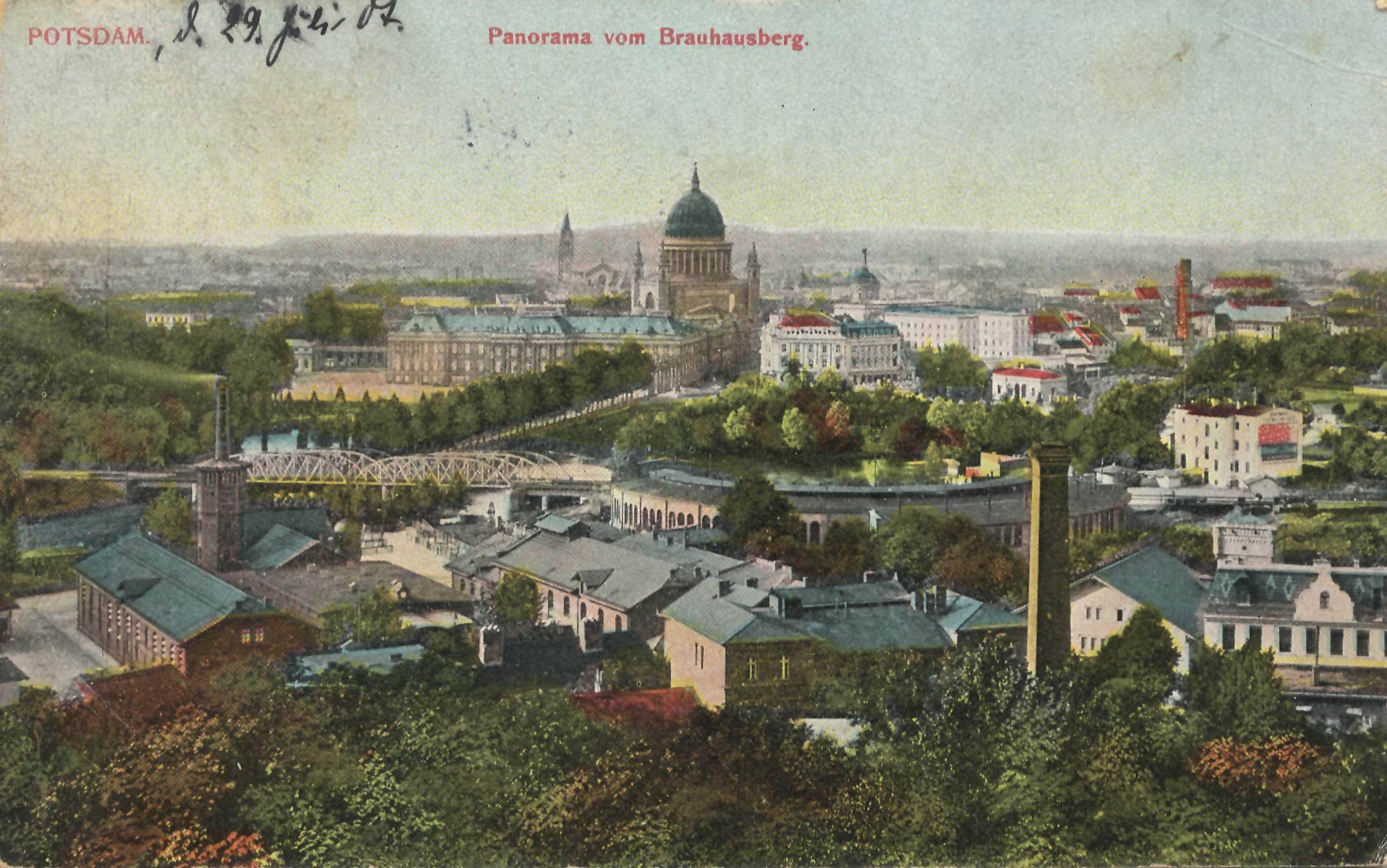
Вид на Потсдам с горы Браухаусберг, 1907

Традиционную субъект-объектную дихотомию разрушают стратегии маскировки и апроприации, составляющие основу конституирования субъекта в модерне. Образец этого поведения — миметическая способность ребёнка адаптироваться к окружающей среде через игру, его стремление к трансформации. Ребёнок вступает в близкую связь с вещами, он не наблюдает объект со стороны, а овладевает им и становится его частью. Детское желание «раствориться в свете и воздухе, только бы незаметно подкрасться и завладеть добычей» («Ловля бабочек») заменяется на противоположное: охотник становится жертвой, поскольку

чем больше я всеми фибрами души льнул к добыче, чем более мотыльковым становилось моё существо, тем больше и мотылёк с его порывами и метаниями приобретал нечто человеческое. И в конце концов мне казалось, что, лишь поймав мотылька, я могу откупиться и снова стать человеком.
Мимезис стирает различие между человеческим и природным, субъектом и объектом, ребёнком и вещью. Магическая сила вещей внезапно завладевает ребёнком, изгоняя его Эго. Ребёнок сливается с бабочкой в однородное единство и только благодаря своей «добыче» ненасильственно преуспевает в процессе мимезиса, причём человеческое «Я» не исчезает, а напротив, вновь появляется. Новое «Я» оказывается за рамками чёткой субъект-объектной дихотомии, возникает из неустойчивой внешней оболочки. Это «Я» никогда не совпадает с собственным образом и никогда не является самим собой. Становление субъекта состоит из бесконечных миметических трансформаций. Мимезис, однако, таит в себе риск смертельной опасности в случае внешней идентификации («Потайные уголки»). Во время игры в прятки ребёнок боится обнаружения, когда превращается в белого призрака за занавеской или деревянного идола под обеденным столом:

Если бы меня нашли, я бы застыл истуканом под столом, или, как призрак, навсегда сплёлся с нитями занавески, или до скончания века застрял за тяжёлой дверью.
Единственным способом избежать смертельного оцепенения от взгляда извне, заключает Лемке, остаётся постоянное бегство «Я» из мира вещей. Хауштайн, исходя из концепции «взгляда» Лакана, предположила, что «Берлинское детство» основано на конфликте двух режимов взгляда, через которые субъект конструируется или деконструируется, — наблюдающего и взаимного, последний определяет концепцию идентичности Беньямина. По мнению Хауштайн, у обоих авторов «фотографический» наблюдающий взгляд обезличен, он предшествует субъекту, предполагает деперсонализацию и даже деантропоморфизацию. Если лакановская модель является трансисторической, то Беньямин акцентирует исторические и технические изменения, что сближает его с марксизмом. Наблюдающий взгляд связывается с отношениями власти и подчинения, с идеологией, требующей самотождественности, с ослепляющим взглядом фотоаппарата; взаимный взгляд — с интерсубъективностью, открытостью образу Другого и перемещением в его «Я». Последний тезис подтверждает имплицитная идентификация Беньямина с детской фотографией Кафки, на что обратили внимание комментаторы: рассказчик проникает в картину и становится её «Я», стирая границы времени, пространства и индивидуальности. Вопреки очерчиванию границ личной идентичности, слияние двух авторов в единое изображение открывает возможность для восприятия внечувственных подобий.

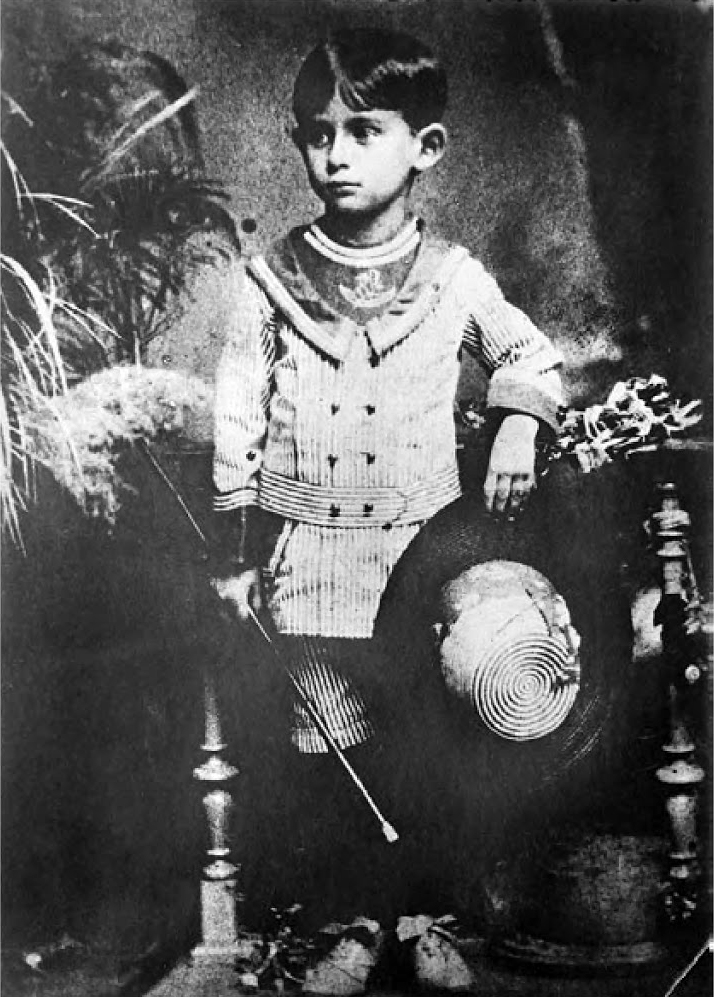
Франц Кафка, 1887

«Берлинское детство» менее политизировано, чем «Хроника». Шолем, выражая распространённую точку зрения, считал позднюю работу «литературной метаморфозой», в которой классовая политика почти растворилась в «более мягком», «даже более прощающем» взгляде Беньямина на своё детство. В тексте почти не было отсылок к политическому или тезисов о пролетарском сопротивлении или борьбе, не упоминались «неортодоксальный марксизм» или «диалектический материализм». Тем не менее, такие критики, как Герхард Рихтер или Жанна-Мари Ганьебен, полагали, что воспоминания Беньямина затрагивали политическое имплицитно, с помощью мыслеобразов. С одной стороны, политические аспекты вытекали из возникновения массовых технологий, прежде всего кинематографа и фотографии. С другой стороны, политические образы связаны с деконструкцией модерного субъекта и неотделимы от образов бессознательного. С точки зрения Рихтера, «Берлинское детство» представляет конфронтацию с гитлеровской идеологией культа «единого национального тела» («Майн кампф»), имеющего конкретный и неизменный политический смысл. Поскольку для Беньямина «язык владеет телом, и тело владеет языком», то в автобиографии телесный субъект постоянно колеблется между конструированием и рассеиванием. Образы телесности как места политической борьбы сложным образом связывают политику, историю и риторику, причём именно тогда, когда не указывают явно на политические и исторические вопросы. Беньямин не объясняет политические понятия, а воплощает их через трансгрессивное движение в языке, в соответствии с авторской теорией аллегории: политическое можно выразить только в чём-то другом, опосредованно, аллегорически. Изменчивость смысла, отсутствие завершённости и стабильной идентичности нацелено на создание понятий, которые не могут быть присвоены фашизмом. Интерпретация Рихтера критиковалась за игнорирование темпоральности — «надежды в прошлом» — конструирование и распад телесного субъекта оказывается аисторическим процессом. Недостатком называлось и акцентирование негативного (или нигилистического) аспекта в политике Беньямина.
По мнению Ганьебен, Беньямин предлагает в «Берлинском детстве» концепцию политического субъекта, который не сводится к утверждению сознательного «Я», открыт для непроизвольности и спонтанности (Пруст) и психике бессознательного (Фрейд), соприкасается с волнами коллективного желания, революций, отчаяния. Лишённый стабильной идентичности и окончательных репрезентаций субъект Беньямина, по Ганьебен, «осмеливается утверждаться в неуверенности». Социально-психологическое и политическое расширение понятия субъекта связано с актуальным размышлением над исторической практикой — как люди рассказывают историю и как действуют, изменяя историю. Эта логика должна избежать ловушек победоносного индивидуализма, автономного сознания, подчинённого только лингвистическим правилам. Ганьебен связывает распад прежнего и появление нового субъекта с концепцией идентичности Поля Рикёра, различавшего тождественность (idem) и самость (ipse). Если idem относится к неизменности и непрерывности, то ipse обозначает субъекта языка и действия; ipse — ключевая категория истории, она относится как к области повествования, так и к области событий (коллективных или индивидуальных) и позволяет размышлять о времени высказывания и о времени этического и политического действия. Как полагает Даунинг, в споре с конструированием субъекта в модерне, Беньямин настаивал на изоляции миметического опыта ребёнка, на разрыве любых телеологических и генетических связей с миром взрослых. Подобная перспектива была явно утопической, но, по мнению Даунинга, всё же практической, за рамками педагогики, просвещения и индивидуальной психологии (в особенности психоанализа). Беньямин видел надежду в обломках и фрагментах, не только для детей, но и для взрослых, однако будущее, заключает Даунинг, обернулось совершенно иначе — картиной полного разрушения.

## Комментарии
1. ↑  Фрагмент поставлен на первое место вместо «Обормоти».
2. ↑  Титульный лист был подписан Беньямином как «Handexemplar komplett».
3. ↑  Петер Сонди, Гершом Шолем, Анна Штюси.
4. ↑  1932 год.
5. ↑  англ. cultural imaginary, понятие в современных исследованиях культуры (cultural studies), объединяющее определение культуры как обмена смыслами (Стюарт Холл) с концепцией воображаемых сообществ (Бенедикт Андерсон).
6. ↑  Хессель появился в тексте в облике безымянного берлинского крестьянина.
7. ↑  Хамахер указывает и Аристофана.
8. ↑  Unheimlich —  термин, введённый Фрейдом в одноимённой работе. Включает оттенки жуткого, зловещего, чужого. Unheimlich проявляется в знакомых или повседневных вещах (поэтому Фрейд сохранил корень heim — дом); на английский переводится как uncanny, на русский язык трудно переводим.
9. ↑  Лемке соотносит эти идеи с основанными на Nachträglichkeit концепциями следа и дополнительности Деррида.
10. ↑  Пробуждение было ключевой темой в «Пассажах»[162].
11. ↑  Беньямин говорит о пяти проводниках, но два из них точно  неизвестны, возможно, из-за неполноты текста. Шолем обнаружил трёх, Тидеманн и Швеппенхойзер — все пять[173]. Ганьебен считает первым проводником Пруста[174].
12. ↑  В нём собирались активисты Юношеского движения. Там же было найдено тело Хайнле после самоубийства.
13. ↑  Понятие Георга Зиммеля.
14. ↑  Термин заимствован у Баховена. Чаще всего отождествляется комментаторами с мифом и забвением, хотя заметки Беньямина противоречивы.
15. ↑  Рихтер усматривает близость к марксовому анализу товарного фетишизма в «Капитале» — отрицанию  поверхностного взгляда на товар.
16. ↑  На пересечении Штеглицерштрассе и Гентинерштрассе.
17. ↑  Беньяминовская теория мифа разрабатывалась с середины 1910-х годов и существенно трансформировалась ко времени написания «Берлинского детства». В ранних размышлениях, под влиянием неокантианца Г. Когена, миф противопоставлялся истине.
18. ↑  В эссе о Бодлере Беньямин использовал теорию шока Фрейда в анализе искусства.
19. ↑  нем. Wolken — облака.
20. ↑  Нет в последней редакции.
21. ↑  В русском переводе. Имеются в виду Галльские ворота (нем. Hallesches Tor).
22. ↑  У родителей Беньямина была летняя дача в Бабельсберге.
23. ↑  По мнению Рагг, этот аспект выражен в образе карлика.
24. ↑  В трактовке Витте идентификация с Кафкой иллюстрирует тезис о социальной обусловленности индивида в конкретный исторический период. Интерпретация Витте не объясняет, почему в поздней редакции Беньямин удалил ссылки на фотографии[354][355].